# Karl Barth

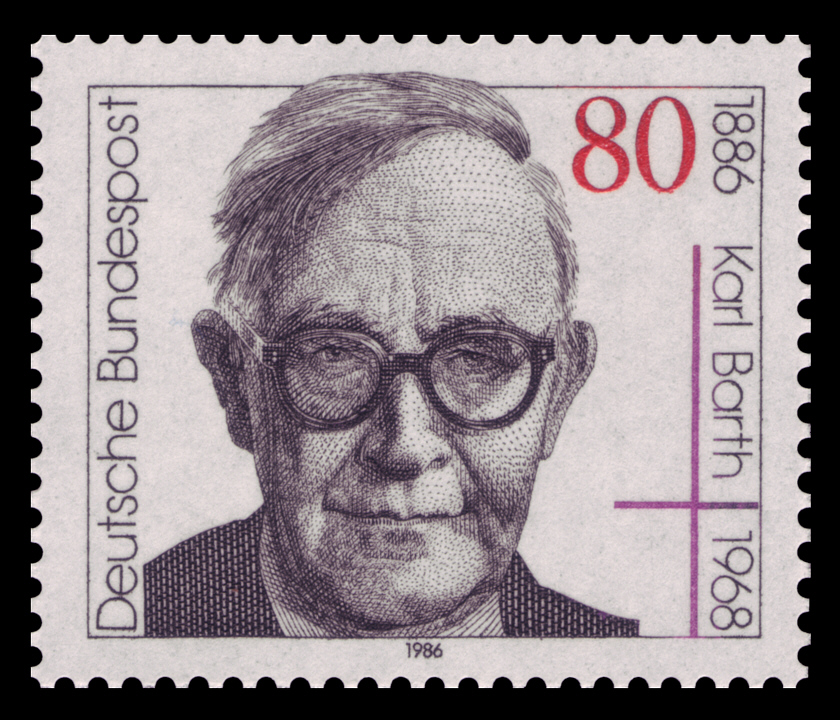
Karl Barth auf einer Briefmarke der Deutschen Bundespost (5. Mai 1986)

Karl Barth (* 10. Mai 1886 in Basel; † 10. Dezember 1968 ebenda) war ein Schweizer evangelisch-reformierter Theologe. Ab 1911 engagierte er sich als radikaldemokratischer Sozialist. Ab 1914 brach er mit der deutschen liberalen Theologie seiner Lehrer, die den Ersten Weltkrieg unterstützten. Mit seinen Römerbriefkommentaren (1919/1922) begründete er die Dialektische Theologie. 1934 verfasste er massgeblich die Barmer Theologische Erklärung, begründete die Bekennende Kirche mit und rief ab 1938 alle Christen zum auch bewaffneten Widerstand gegen den Nationalsozialismus auf.
Nach 1945 setzte er sich stark für die Versöhnung mit den Deutschen, die Ökumene und eine umfassende Kirchenreform ein. 1947 verfasste er dazu das Darmstädter Wort mit. Ab 1950 bekämpfte er die deutsche Wiederbewaffnung. Ab 1957 rief er zum blockübergreifenden Widerstand gegen die atomaren Massenvernichtungswaffen auf. Im Kalten Krieg widersprach er kontinuierlich dem prinzipiellen Antikommunismus.
Von 1932 bis 1967 erschien Barths Hauptwerk, die Kirchliche Dogmatik (KD), in 13 Teilbänden (unvollendet). Die KD gibt bis heute wesentliche Anstösse für viele evangelische Kirchen und theologische Debatten. Barth wird im Protestantismus öfter als «Kirchenvater des 20. Jahrhunderts» bezeichnet und historisiert, lehnte dies selbst jedoch ab.

## Leben

### Jugend
Karl Barth war das älteste Kind von Fritz Barth und Anna Katharina Barth, geborene Sartorius. Unter ihren Vorfahren waren etliche Theologen, darunter der Reformator Heinrich Bullinger. Fritz Barth war ein konservativer Theologieprofessor, der die historisch-kritische Methode der Bibelauslegung bejahte und sie Pfarrern wie Laien vermittelte. Der Sohn nannte ihn und seinen Urgrossvater Johannes Burckhardt später als besonders prägende Einflüsse. Karls Schwester Katharina starb 1899 mit sechs Jahren, seine weitere Schwester Gertrud wurde Juristin und heiratete einen Pfarrer. Sein Bruder Peter wurde Pfarrer, sein zweiter Bruder Heinrich Philosophieprofessor. Ein Cousin war der Kunstmaler Theodor Barth.
Die Familie zog 1889 von Basel nach Bern, wo Fritz Barth an der Universität eine Lehrtätigkeit aufnahm und 1895 eine ordentliche Professur erhielt. Am Freien Gymnasium Bern erhielt Karl eine humanistische Schulbildung. Sein Hauptinteresse lag beim Fach Geschichte. 1900 gründete er einen Schülerverein, 1902 trat er in eine Schülerverbindung ein und lernte dort öffentliches Reden. In der Schule galt er als Träumer und Unruhestifter. Schon im Konfirmandenunterricht lernte er die Gottesbeweise des Thomas von Aquin, die Lehre der Verbalinspiration und Kritik daran kennen. 1902 bei seiner Konfirmation entschied er sich für ein Theologiestudium, um mehr über das Gelernte zu erfahren. 1904 legte er seine Matura mit Gut ab. Obwohl er im Berner Kadettencorps Schiessen und militärische Grundbegriffe gelernt hatte, wurde er 1905 wegen Kurzsichtigkeit vom Militärdienst befreit.

### Studium
Von 1904 an studierte Barth evangelische Theologie, fünf Semester an der Universität Bern und je ein Semester an der Friedrich-Wilhelms-Universität Berlin, der Eberhard Karls Universität Tübingen und der Philipps-Universität Marburg. Seine Lehrer in Bern vertraten die Bewusstseinstheologie Friedrich Schleiermachers und die historische Kritik Julius Wellhausens und Ferdinand Christian Baurs. Barth befasste sich intensiv mit dem synoptischen Problem, der authentischen Fassung des Vaterunsers und begeisterte sich für Immanuel Kants Kritik der praktischen Vernunft. Wie sein Vater wurde er Mitglied der nichtschlagenden Studentenverbindung Zofingia. 1906 mahnte er deren Berner Sektion: Die Sozialdemokratie sei Folge eines zunehmenden Risses zwischen Kapital und Arbeit, Reich und Arm. Die soziale Frage zu lösen sei eine zentrale Menschheitsaufgabe, zu der jeder Einzelne in der Verantwortung vor Gott und den Menschen beizutragen habe. Die Zofingia müsse mittellose Studenten aufnehmen, das sei wichtiger als teure Feste für Privilegierte. Barths Vorstoss wurde abgelehnt, aber 1907 wurde er zum Präsidenten der Berner Zofingia gewählt.
In Berlin studierte er 1906/07 Altes Testament bei Hermann Gunkel, Neues Testament (NT) beim damals führenden liberalen Theologen Adolf von Harnack und Dogmatik bei dem Kantianer Julius Kaftan. Zurück in Bern erlebte er 1907 zu Rösy Münger seine erste grosse Liebe. Auf Drängen des Vaters zog Barth noch zum Wintersemester nach Tübingen von ihr weg, trennte sich jedoch erst 1910 endgültig von ihr. In Tübingen schrieb er eine kirchenhistorische Examensarbeit über die Vorstellung vom Descensus Christi ad inferos. Er erhielt die Note Gut, folgerte aber, die rein historisch-kritische Arbeit erfülle ihn nicht. In Arbeitspausen besuchte er den religiösen Sozialisten Christoph Blumhardt in Bad Boll. 1908 studierte er bei Wilhelm Herrmann in Marburg, der mit Kant die allgemeine Erkenntnismöglichkeit des sittlich Guten vertrat, aber gegen Kant, dass nur die christliche Religion zum Verwirklichen dieses Guten befähige. Wie Herrmann hielt Barth Schleiermachers Reden Über die Religion damals für den wichtigsten Text nach dem NT. Barth beurteilte später den «christozentrischen Anstoß» bei Herrmann als entscheidend: In der christlichen Religion gehe es nicht um allgemeine Überlegungen, sondern darum, dass durch den historisch als ethische Persönlichkeit erfahrenen Jesus «Gott selbst mit uns in Verkehr tritt».
Nach einem vierwöchigen Vikariat im Berner Jura erhielt Barth in Marburg eine Stelle als Hilfsredakteur für die von Martin Rade herausgegebene Zeitschrift Die Christliche Welt. Er fasste eingehende Artikel zusammen und korrigierte sie für die Druckfassung. Später durfte er eigene Rezensionen verfassen. Daneben konnte er weiter Universitätsangebote besuchen. So erwarb er sich als überzeugter Neukantianer einen Überblick über die damalige liberale Theologie. Als deren Grundüberzeugungen, die er selbst in seinem «Schulsack» trüge, nannte er im Aufsatz Moderne Theologie und Reichsgottesarbeit von 1909 den historischen Relativismus und den religiösen Individualismus: Es gebe keine allgemeingültige Offenbarung und keine allgemeingültigen ethischen Normen. Jeder Einzelne beantworte für sich, wo er Wahrheit gefunden habe, und könne nur «von der streng individuell erlebten und erlebbaren Religion» reden. Die kirchliche Tradition könne niemand diese Selbstverantwortung abnehmen. Zwei praktische Theologen kritisierten, Barth fehle der Christusbezug und er argumentiere zu beliebig. Barths Vater missbilligte seine erste Veröffentlichung als verfrüht und riet von einer Antwort ab. Trotzdem druckte Rade Barths Replik.

### Vikariat und Pfarramt
Von September 1909 bis Juni 1911 leistete Barth als Hilfsprediger der Deutschen reformierten Gemeinde in Genf sein Vikariat. Er forderte seine Gemeindemitglieder zu Selbständigkeit, Aktivität, zuallererst Gottesdienstbesuch auf und betonte das «innere Leben Jesu» in seiner Vermittlung durch Menschen und Kultur als Grund des Glaubens. In diesem Sinn wollte er durch einen Vortrag über Der christliche Glaube und die Geschichte ebenfalls die Pastoralkonferenz deutschsprachiger Pfarrer aufwecken, in deren selbstzufriedener, «schrecklich frommer Umgebung» er sich fremd fühlte. In dem Vortrag kritisierte er auch Ernst Troeltsch, er stelle das «Erkenntnismoment der Frömmigkeit» zu sehr in den Vordergrund. Zur übernächsten Konferenz wurde er als Unruhestifter ausgeladen.
Weil in seiner Kapelle schon Johannes Calvin gepredigt hatte, las er erstmals dessen Hauptwerk Institutio Christianae Religionis. Durch ständig neue Konfirmanden- und Erwachsenenkurse lernte er, Kirchen- und Theologiegeschichte allgemeinverständlich zu vermitteln, und entdeckte seine Wissenslücken. Um die Reformatoren gründlich zu studieren, rückte er von dem Plan ab, bei Wilhelm Herrmann über Schleiermachers Gebetsverständnis zu promovieren.
1911 verlobte er sich mit seiner ehemaligen Konfirmandin Nelly Hoffmann (1893–1976), die er 1913 heiratete. Sie war eine begabte Violinistin und gab ihr Musikstudium für die Ehe mit Barth auf. Das Paar hatte fünf Kinder: Franziska, Markus, Christoph, Matthias und Hans Jakob.
In Genf war Barth erstmals mit materieller Armut konfrontiert. Durch seine Calvin-Lektüre lernte er, das Reich Gottes sei ein Zustand vollkommener Gottes- und Bruderliebe. Armut und soziale Ungerechtigkeit seien kein unabwendbares Verhängnis, sondern mit menschlichen Mitteln zu überwindende Zustände. Diese neue Sicht prägte Barths zehnjähriges Pfarramt in Safenwil (1911–1921). Er nahm Partei für die etwa 700 Arbeiter und Arbeiterinnen, die in den zwei Textilfabriken Safenwils für Niedriglöhne 12 Stunden täglich arbeiteten. Um beim Aufbau der örtlichen Gewerkschaft zu helfen, studierte er intensiv Fabrikgesetzgebung, Versicherungswesen und Gewerkschaftskunde. In seinem Vortrag Jesus Christus und die soziale Bewegung (Dezember 1911) im Arbeiterverein Safenwil würdigte er den Sozialismus als direkte Fortsetzung der Geisteskraft, die Jesus von Nazaret in die Geschichte gebracht habe. Geist sei keine von Materie getrennte Welt und nicht nur innerlich zu verstehen. Zugespitzt formulierte Barth: «Nicht wir sollen in den Himmel, sondern der Himmel soll zu uns kommen.» Jesus und der Kapitalismus seien unvereinbar. Dieses System müsse fallen, besonders seine Grundsäule, das Privateigentum an Produktionsmitteln. Die Kirche müsse endlich mutig aussprechen, dass soziale Not nicht sein solle, und sich dafür voll einsetzen.
Darauf schrieb der Fabrikantensohn Walter Hüssy einen offenen Brief: Barth habe Zwietracht zwischen Arbeitgeber und Arbeitnehmern zu säen versucht. Die Fabrikeigentümer seien die Motoren des Wohlstands und brauchten dazu «eine gewisse Ellbogenfreiheit». Der Kommunismus habe nie funktioniert; entsprechende Bibelworte seien veraltet. Ein anonymer Autor warnte in der Lokalzeitung, Barth betreibe agitatorische «Wühlarbeit», hetze zum Klassenkampf und gefalle sich als «roter Messias». Nachdem Barth die ihm zugedachte Rolle eines neutralen Vermittlers bei Arbeitskämpfen öffentlich abgelehnt hatte, trat Gustav Hüssy (ein Vetter des Fabrikantensohns) vom Vorsitz des Gemeindekirchenrats zurück. Dessen grosse Mehrheit unterstützte Barth jedoch. Von da an war er als «roter Pfarrer von Safenwil» bekannt. Er hielt viele sozialistische Vorträge im Kanton Aargau, sammelte Material zu den Lebensumständen der Arbeiterschaft und verband sich mit anderen religiös-sozialen Pfarrern. Zudem engagierten er und seine Frau sich im lokalen Blaukreuzverein und gegen Glücksspiel. Barths Haupttätigkeit blieben Predigt und Konfirmandenunterricht. Den 1913 angebotenen Vorsitz des Safenwiler Arbeitervereins lehnte er vorläufig ab, um sich erst politisch fortzubilden. Sein Pfarrerkollege und lebenslanger Freund Eduard Thurneysen brachte ihn in Kontakt mit den prominenten Schweizer religiösen Sozialisten Hermann Kutter und Leonhard Ragaz. In Debatten über beider Verhältnis zueinander entwickelten Barth und Thurneysen ihre eigene theologische Position. Barth war fasziniert von Kutters Betonung des sozialen Engagements der Kirche. Er habe bei ihm gelernt, «das große Wort ‹Gott› wieder ernst, verantwortlich und gewichtig in den Mund zu nehmen».

### Erster Weltkrieg
Das Verhalten seiner Lehrer zum Ersten Weltkrieg ab August 1914 erschütterte Barths Vertrauen zu ihrer Theologie von Grund auf. So bewunderte Martin Rade die «Ruhe, Ordnung und Sicherheit» der deutschen Mobilmachung. Für das überwältigende «Erlebnis», «wie dieser Krieg über die Seele meines Volkes kam», gebe es nur einen Grund: Gott stehe als verborgener, aktiver Urheber hinter der «herrlichen Solidarität», Hingabe und Opferbereitschaft der Deutschen. Diesen Gedanken lehnte Barth entschieden ab. Er kritisierte in einem Brief an Rade (31. August 1914), «wie jetzt in ganz Deutschland Vaterlandsliebe, Kriegslust und christlicher Glauben in ein hoffnungsloses Durcheinander geraten». Anstelle des Evangeliums werde «eine germanische Kampfreligion in Kraft gesetzt, christlich verbrämt durch viel Reden von ‹Opfer›». Demnach sei das Evangelium für Rades Christliche Welt schon vorher nur «Firnis» gewesen. Unabhängig davon, ob Deutschland den Krieg zu Recht führe oder nicht, dürften christliche Theologen Gott auf keinen Fall «so in die Sache hineinziehen, als ob die Deutschen mitsamt ihren großen Kanonen sich jetzt als seine Mandatare fühlen» und «mit gutem Gewissen schießen und brennen dürften». Gerade jetzt sei «das schlechte Gewissen das christlich allein Mögliche». Durch weitere Kriegsbejahung deutscher Theologen fand Barth seine bisherige «Hochachtung deutschem Wesen gegenüber für immer zerbrochen, […] weil ich sehe, wie eure Philosophie und euer Christentum nun bis auf wenige Trümmer untergeht in dieser Kriegspsychose». Als Barth im Oktober 1914 vom Manifest der 93 erfuhr, das auch seine Lehrer Herrmann, Harnack und Adolf Schlatter unterzeichnet hatten, fragte er Herrmann per Brief: Wie könnten gründliche deutsche Akademiker ohne Aktenstudium beider Seiten so rasch Position beziehen? Wie könnten die deutschen Christen ihre Gemeinschaft mit Christen im Ausland bewahren, wenn sie die Kriegsschuld ausschliesslich dem Ausland zuwiesen? Vor allem: Wie könne das religiöse «Erlebnis» noch christlichen Glauben begründen, wenn deutsche Christen den Krieg meinten als heilig «erleben» zu müssen?
Barth stellte also nun alle Theorien in Frage, die zur Legitimation des Krieges geführt und gedient hatten: die lutherische Trennung des im Weltgeschehen verborgenen Deus absconditus vom in Jesus offenbaren Deus revelatus, die Lebensphilosophie und Schleiermachers Bewusstseinstheologie. In seinem Vortrag Kriegszeit und Gottesreich (November 1915) führte er diese theologische Kritik erstmals näher aus: Der Krieg habe alle anderen Götter «feldgrau» gemacht (uniformiert), die Welt «entgöttert» und alle Instanzen, mit denen Ethik bis dahin begründet wurde (Staat, Sozialismus, Pazifismus, Christentum) als Teil dieser kriegerischen Welt erwiesen. Gott sei ausschliesslich im Leben und Wort Jesu zu erkennen und stehe dieser Welt und ihren Göttern kritisch gegenüber. Gott sei «etwas von Grund auf Anderes […] als Alles Andere, was mir sonst wahr und richtig vorkommt», und könne nicht «verzweckt» werden. Für ethisches Handeln müsse uns nicht das «innere Leben» Jesu einleuchten, sondern der im Leben Jesu erkennbare Wille Gottes müsse uns bezwingen, so dass wir diesen Gott als einzig wahren erkennen und bekennen.
Ebenso enttäuscht wie von der liberalen Theologie war Barth von der Sozialdemokratie der kriegsbeteiligten Staaten, weil diese in die nationalistische Kriegsbegeisterung eingestimmt hatten. Gegen Kutter, der Partei für Deutschland ergriff, und Ragaz, der weiterhin Gottes Reich «vertreten» wollte, verstand Barth den Sozialismus nicht mehr als Verwirklichung, sondern als «eine der wichtigsten Spiegelungen» des Reiches Gottes. Er hielt also am Sozialismus als politische, nicht religiös zu vereinnahmende Perspektive fest und trat darum im Januar 1915 in die Sozialdemokratische Partei der Schweiz (SP) ein. In der SP vertrat Barth die Positionen des Zimmerwalder Manifests.
Ab April 1915 beeinflussten Christoph Blumhardts Predigten in Bad Boll, sein Andachtsbuch von 1916 und Texte seines Vaters Johann Christoph Blumhardt Barth stark. Er fand darin eine weltbezogene Reich-Gottes-Theologie, die nicht zu Kriegstheologie führte, sondern zu Widerspruch und abwartender, delegitimierender Distanz zur vom Krieg beherrschten Welt. Gottes Reich ereigne sich für Blumhardt nicht überall, sondern nur in Jesus Christus; nur von dort aus rage das Gute in die Gegenwart. In Barths eigenen Predigten, die er mit Thurneysen 1917 als Buch herausgab (Suchet mich, so werdet ihr leben), hinterfragte er seine Rolle und die Erwartungen seiner Hörer: «Der falsche Prophet ist der Pfarrer, der es den Leuten recht macht.» Dagegen bringe Gottes Wort «ewige Unruhe» ins Dorf und stelle «in der unangenehmsten Weise immer wieder alles in Frage», auch ihn selbst. In einem Gemeindevortrag von 1917 (Die neue Welt in der Bibel) stellte er Gottes eigenes Wort («was er über uns sagt») erstmals gegen die Religion («die rechten Menschengedanken über Gott»).

### Römerbriefkommentare
Wegen der Kriegsbejahung seiner Lehrer stellte Barth auch ihre biblische Exegese und Dogmatik in Frage. Wie könne ein Pfarrer überhaupt von Gott reden, dessen Wort sich doch von allem Weltlichen unterscheide? Antworten suchte er im Brief des Paulus an die Römer. Ab Juli 1916 machte er sich kontinuierlich Notizen dazu. Er machte Einflüsse vieler anderer Autoren kenntlich, wollte dabei aber immer die Aussageabsicht des Paulus von Tarsus erfassen. Weihnachten 1918 erschien sein Kommentar.
Barth stellte im Vorwort klar, die historisch-kritische Methode diene zum Erfassen der zeitübergreifenden Aussageabsicht des Briefs. Paulus rede als Prophet und Apostel des Gottesreichs zu allen Menschen aller Zeiten. Der unmittelbare Zusammenhang heutiger Fragen mit Paulus’ Fragen sei zu entdecken, so dass seine unsere Antworten würden. Seine Botschaft wolle nicht distanziert zur Kenntnis genommen werden, sondern erwarte Teilnahme, Verständnis und Mitarbeit. Die Botschaft von Gott sei ein lebendiges, stets neues Wort, kein ausgeklügeltes fertiges System. Durch alle Unterschiede zwischen Damals und Heute hindurch rede derselbe ewige Geist Gottes. Dieser schaffe etwas völlig Neues, Unverwechselbares, das nur Gott tun könne. In Jesus Christus allein bringe er die alte Welt zum Ende und beginne Gottes neue Welt. Damit decke er auf, dass die Menschen Gott mit der Welt verwechseln, sich selbst und ihre kulturelle Leistung verehren. Alle Staatsformen seien Resultat von Machtkämpfen und Gewalt. Weil Christen um die Vorläufigkeit und Überholtheit des Staates wüssten, könnten sie staatliche Forderungen erfüllen, aber staatliche Politik nie rechtfertigen und vergöttlichen. Anders als Nachkriegsautoren wie Oswald Spengler erhoffte Barth keinen «Wiederaufbau» des «christlichen Abendlandes», sondern die vollständige Delegitimation und Entmachtung aller «herrenlosen Mächte und Gewalten» durch die selbsttätige Herrschaft Gottes in Jesus Christus. Damit aktualisierte er die Götzenkritik des Paulus und die reformatorische Rechtfertigungslehre als umfassende Religionskritik, Kulturkritik und Staatskritik. Das Buch fand viel Zustimmung, besonders bei jüngeren Theologen wie Emil Brunner, und Kritik, so bei Barths früherem Lehrer Adolf Jülicher.
In seinem Vortrag Der Christ in der Gesellschaft (Tambach, September 1919) stellte Barth Jesus Christus als Kritik jeder eigenmächtigen Verortung des Göttlichen mit vorab definierten Grössen wie Religion und Sozialismus dar: Gott und sein Reich sei etwas ganz Anderes, Neues, auf das man nur warten könne. Es wie etwas allgemein Bekanntes auf die menschliche Gesellschaft zu beziehen, heisse diese mit einem «kirchlichen Überbau» zu klerikalisieren. Es gehe um Gottes eigene Bewegung auf uns zu, der wir nur folgen könnten, nicht um Religion. Die Auferstehung Jesu Christi sei das «unbedingt Neue von oben», die «senkrechte Linie» durch alles religiöse Erleben hindurch und daran vorbei, «der Durchbruch und die Erscheinung der Gotteswelt». Nur von Gottes damit offenbarter ursprünglicher Bejahung der Welt aus lasse sich eine radikale Gesellschaftskritik begründen. Der Vortrag machte Barths Neuansatz in Deutschland bekannt, so dass er einen Anhängerkreis erhielt.
Barth misstraute der Zustimmung für seinen ersten Römerbriefkommentar und schrieb ab Oktober 1920 ein Jahr lang eine Neufassung, an der Thurneysen intensiv mitwirkte. Beeinflusst von Franz Overbeck, Søren Kierkegaard, Heinrich Barth und anderen, machte er den «unendlichen qualitativen Unterschied» zwischen Gott und der Welt vollends deutlich, konkretisierte Religions- und Kulturkritik zu Kirchenkritik und ging auf Vorwürfe des Biblizismus und der Ahistorizität seiner Auslegung ein. Diese Neuausgabe fand noch mehr und langfristige Beachtung. Sie begründete die Dialektische Theologie, für die Barth nun Mitstreiter fand. Ein Forum dieser neuen Richtung wurde die verbreitete Zeitschrift Zwischen den Zeiten, in der Barth mit 40 Beiträgen der Hauptautor war. Neben ihm wirkten auch Thurneysen, Friedrich Gogarten und Georg Merz (Herausgeber) intensiv mit.

### Professor in Deutschland
Auf Initiative des Pfarrers Adam Heilmann wurde Barth im Februar 1921 ohne weitere akademische Hürden zum Honorarprofessor für Reformierte Theologie an die Georg-August-Universität Göttingen berufen. Bis dahin hatte er sich ausser mit Calvin kaum mit seinem Lehrthema befasst. Ab Oktober 1921 hielt er mehrere Vorlesungen, die er jeweils kurzfristig vorbereitete, unter anderem zum Epheserbrief, Heidelberger Katechismus, zu den reformierten Bekenntnisschriften, zu Calvin, Huldrych Zwingli und Schleiermacher. Barth erwarb sich umfassende Kenntnis der Reformationsgeschichte und deutete die reformierte Theologie als notwendige Antwort auf die von Martin Luther unzureichend beantwortete Frage nach den Folgen des christlichen Glaubens für das Handeln und Sozialleben.
Während der Hyperinflation 1923 warb Barth in der Schweiz für Spenden an mittellose Göttinger Bürger. Der Nationalismus unter dortigen Akademikern stiess ihn ab. Mit dem deutschnationalen, später nationalsozialistischen Kirchenhistoriker Emanuel Hirsch stritt er heftig über die Ruhrbesetzung und warf ihm vor, das Christentum an das Preussentum zu verraten. Von seinen Kollegen verstand er sich nur mit dem Archäologen Erik Peterson. Die Fakultät führte seine Angebote trotz grosser studentischer Nachfrage unter externen Privatveranstaltungen auf, setzte ihn gegenüber lutherischen Kollegen herab und begrenzte seine Themenwahl auf «reformierte» Dogmatik. Barth setzte 1924 durch, über Unterricht in der christlichen Religion lesen zu dürfen, und grenzte seine Position dabei erstmals auch von Luther und Calvin ab. Gegen die liberale Tradition definierte er Dogmatik als «wissenschaftliche Besinnung auf das Wort Gottes», nicht auf Religion. Das vom Prediger angenommene Zeugnis, «dass Gott selbst gesprochen hat» (deus dixit), sei die einzige Legitimation aller Theologie. Durch viele Vorträge in ganz Deutschland erwarb sich Barth eine wachsende Anhängerschaft.
Die Westfälische Wilhelms-Universität Münster verlieh Barth 1922 die erste Ehrendoktorwürde und berief ihn 1925 zum ordentlichen Professor für «Dogmatik und neutestamentliche Exegese». Barth freute die akademische Anerkennung und materielle Sicherheit für seine Familie mit inzwischen fünf Kindern. Das Haus für sie wurde erst im März 1926 frei. Bis dahin lernte Barth Charlotte von Kirschbaum kennen. Sie wurde seine Geliebte und lebenslange enge Mitarbeiterin. Sie brachte Barth 1929 in Kontakt mit dem Logiker Heinrich Scholz, mit dem Barth sich gut verstand und um die Wissenschaftlichkeit der Theologie diskutierte.
Ab Sommersemester 1930 lehrte Barth an der Universität Bonn. Dort hatte er gleichgesinnte Kollegen wie Karl Ludwig Schmidt und Ernst Wolf und Studenten wie Dietrich Bonhoeffer und Helmut Gollwitzer. Aus einem Seminar über Anselm von Canterburys Gottesbeweis entstand 1931 sein Buch Fides quaerens intellectum («Glaube, der das Erkennen sucht»). Es entfaltet den Grundgedanken, was es für das menschliche Erkennen bedeutet, dass Gott sich in Jesus Christus ganz zu erkennen gibt. Darum, so Barth, könne der Mensch nicht nur dialektisch, sondern auch analogisch von Gott reden und Analogien zur Menschlichkeit Gottes in der Welt entdecken, auch der ausserchristlichen. Diese als befreiend empfundene «christologische Konzentration» bestimmte seine weitere Theologie und schlug sich im ersten Band seiner KD (1932) nieder.
Barth kümmerte sich in den 1920er Jahren berufsbedingt wenig um Politik, bekämpfte aber kontinuierlich die christliche Anbiederung an das Bestehende, besonders der deutschnationalen Kirchenvertreter. In einem Vortrag in Cardiff 1925 mahnte er die Kirche, nicht immer 30 Jahre zu spät Stellung zu wesentlichen politischen Fragen zu nehmen, und nannte als Beispiele völkischen Nationalismus (Faschismus), Antisemitismus und Krieg. Als der Herausgeber des Kirchlichen Jahrbuchs 1929 mit Mitgliederstatistiken die Selbstbehauptung der Deutschen Evangelischen Kirche (DEK) seit der Novemberrevolution lobte, weil der «religiöse Gedanke tiefer in der deutschen Volksseele verwurzelt» gewesen sei als der Atheismus und sich das «heilige Dennoch» dank meisterhafter Kirchenführung empirisch durchgesetzt habe, reagierte Barth in seinem Aufsatz Quousque tandem? (1930) mit äusserst scharfer Kritik: Dieses «breite selbstzufriedene Behagen» sei eine verräterische Verschwörung gegen die christliche Botschaft. Die «elende Phrase» einer religiösen Volksseele sei Ausdruck dafür, dass die empirische Kirche nur sich selbst erhalten wolle und dieses Eigeninteresse «gebläht durch den Anspruch, die Sache Gottes zu vertreten» nur viel hemmungsloser verfolge als alle anderen. Barth sagte voraus: «Für dieses Opium werden sich auch die Kleinbürger, die heute noch den Trost der Pastoren bilden, eines Tages bedanken.» Er sah die Verbindung von Christentum und deutschem Volkstum bei DEK-Vertretern wie Otto Dibelius als «Ideologie des gehobenen Mittelstandes», die man nicht mehr nur theologisch, sondern direkt bekämpfen müsse. Die Volkskirche erstrebe Macht und Lebensraum, ohne nach Inhalt und Ziel ihres Daseins gefragt werden zu wollen: Darum suche sie staatliche Absicherung und gesellschaftlichen Einfluss. So liefere sie ihre Botschaft den Bedürfnissen jener Masse aus, deren Gefolgschaft sie suche.
Erst nach dem Zuwachs der NSDAP 1930 sah Barth den Nationalsozialismus als Gefahr. Aus Solidarität trat er deshalb am 1. Mai 1931 demonstrativ in die SPD ein. Ab Oktober 1931 solidarisierte sich Barth öffentlich mit dem pazifistischen Theologen Günther Dehn. Dieser hatte es abgelehnt, den Soldatentod als christlichen Opfertod auszugeben, weil der getötete Soldat auch habe töten wollen. Seitdem verhinderten deutschnationale und nationalsozialistische Studenten mit einer Hetzkampagne an mehreren Universitäten seine Berufung. Gegen Emanuel Hirsch und Hermann Dörries, die die deutsche Nation zum für Christen verbindlichen geheiligten Gut erklärten, betonte Barth: Dehns Haltung sei Folge der dialektischen Theologie, die sich ihr Thema nicht von Zeitumständen diktieren lasse. Hirsch führte Barths Kritik auf Geistesschwäche und Unverständnis eines Schweizers für deutsches Nationalgefühl zurück. Zum Gehorsam gegen Gott gehöre die «Eingliederung in Volk und Staat» und deren «geschichtliche Aufgabe». Barth antwortete, Hirsch verwechsle Theologie mit Politik und erkenne das Evangelium nicht als kritische Instanz über und jenseits der «politischen Erregung» an. Diese Fronten kamen ab 1933 im Kirchenkampf zum Tragen. Gerade wegen seiner konkreten historischen Erfahrung lehnte Barth zeitlebens jeden Versuch ab, Kriterien des Christseins aus dem jeweiligen politisch-sozialen Kontext abzuleiten.

### Dreiecksbeziehung
Die Erzieherin, Krankenschwester und Wohlfahrtspflegerin Charlotte von Kirschbaum lernte über Georg Merz seit 1921 Barths Theologie kennen, spätestens im Sommer 1925 auch Barth persönlich, bei einem Aufenthalt mit Merz im «Bergli», dem Wochenendhaus von Freunden Barths in Oberrieden. Es begann ein theologischer und persönlicher Briefwechsel, und von Kirschbaum feierte Silvester 1925 mit der Familie Barth in Göttingen. Noch vor dem Umzug der Familie lud Barth sie zu einem Besuch am 24. Februar 1926 nach Münster ein. Danach sprachen sie in Briefen offen über die Liebe, die sich entwickelt hatte. Barth teilte dies auch unmittelbar seiner Frau mit. Charlotte gegenüber wollte er keine rein geistige Liebe, sondern erkannte an, «daß es sich durchaus um die menschliche irdische Liebe handelt zwischen uns, die uns unter anderen Umständen als Mann und Frau zusammengeführt hätte». Gleichzeitig betrachtete er das «Liebhaben zwischen uns […] als eine zwar wahre, zwar gegebene, nicht wieder zu beseitigende, aber auch keiner weiteren Entfaltung fähige Möglichkeit». Ob sich tatsächlich keinerlei sexuelle Beziehung entwickelte, sieht Suzanne Selinger als unentscheidbar an. Wenn überhaupt, war diese sehr eingeschränkt. Von Kirschbaum sprach davon, «wieder etwas aufzuleben innerhalb dieser ja immer schweren Grenze», und Nelly Barth schrieb, dass sie es schwer ertragen könne, dass Charlotte «direkt neben mir für mich quasi Märtyrerin sein will».
Barth hatte sich zwar von seiner Frau entfremdet und versuchte nicht, eine erfüllte Ehe mit ihr wiederzuerlangen. Andererseits wollte er keine Scheidung, und auch Nelly Barth entschied sich im April 1933 endgültig gegen einen solchen, in ihrer Situation sehr schwierigen und gesellschaftlich nicht anerkannten Schritt. So entwickelte sich eine das ganze Leben anhaltende Dreiecksbeziehung, die relativ offen gelebt wurde. Intensiv diskutierten sie untereinander und mit Freunden, wie diese «Notgemeinschaft» in möglichst grosser Verbundenheit, Empathie und gegenseitigem Respekt gelebt werden könnte. Da von Kirschbaum für Barth persönlich und für seine Arbeit unentbehrlich geworden war, setzte er im Oktober 1929 durch, dass sie in das Familienhaus in Münster einzog; im März 1930 zog sie mit nach Bonn um. Nach knapp einem Jahr drückte Nelly das Gefühl aus, sie habe «keine Luft zum Atmen und keinen Lebensraum» neben Charlotte. Sie konnte jedoch keinen Konsens für einen Auszug Charlottes erreichen, sondern man einigte sich, es noch einmal für drei Monate zu dritt zu versuchen. Dabei blieb es dann. Trotz der Entfremdung und der Konflikte bestand ein Vertrauensverhältnis Karl Barths zu Nelly fort, und manche persönliche Fragen besprach er zuerst mit beiden Frauen. Auch mit Charlottes Krankheit ab 1962 (Alzheimer?) kam Nelly ihm wieder näher.
Die Dreiecksbeziehung beeinflusste Barths Sichtweise von der Ehe, auch von Freundschaft und Beziehungen allgemein als grundsätzlich unvollkommen. Zum einen seien sie nur ein geschöpfliches Abbild (imago) göttlicher Liebe, zum anderen durch den Sündenfall belastet. Dies kann durch Gottes Vergebung und Gnade ausgehalten werden. Auch in menschlicher Schwäche bleibt ein Kern des Urbilds. So können zwar Barths starke Bemerkungen zur Ausschliesslichkeit der Ehe als Heuchelei interpretiert werden. Schon im Brief an Charlotte vom 28. Februar 1926 war jedoch Barth dieses «Mißverhältnis zwischen dem, was ich sage, und dem, was ich bin» bewusst. Er dürfe dieses Missverhältnis aber «nicht bestätigen oder auch nur auf sich beruhen lassen wollen […], sondern [… müsse] dagegen streiten». Das protestantische Eheideal war auch für ihn gültig, er sah es aber als nicht anders lebbar an.
Charlotte von Kirschbaum setzte ihre ganze Energie für Barths Werk ein. Seit Anfang 1929 verdiente sie kein eigenes Geld mehr, sondern erhielt als Mitarbeiterin von Barth einen Monatslohn von 100 Mark. Sie war Sekretärin, bereitete Vorträge und Vorlesungen vor, lernte Sprachen und Philosophie, exzerpierte Literatur und diskutierte Barths Ansätze und Manuskripte sachkundig. Direkt auf sie gehen Entwürfe für viele der umfassenden exegetischen und theologiegeschichtlichen Exkurse in der KD zurück. Sie trat mit einigen Vorlesungen und Schriften auch als eigenständige Theologin hervor und hatte besonders in Bezug auf die Rolle von Frauen in Kirche und Gesellschaft gegenüber Barth differenziertere Positionen. Als Barths engste Mitarbeiterin hat sie einen Anteil an seinem Werk, der bisher wenig erforscht und anerkannt ist. Suzanne Selinger beschreibt die ungleichen Machtverhältnisse und die – akzeptierte – Ausbeutung, sieht aber auch eine theologische Dimension in der Beziehung: «Der Mann ist durch die Frau, die Frau ist durch den Mann beunruhigt: Ohne Beunruhigung je des anderen Teils wird es, wo und wie immer Männer und Frauen sich begegnen, nicht abgehen.»

### Kirchenkampf
Adolf Hitlers Ernennung zum Reichskanzler im Januar 1933 und den Begeisterungstaumel vieler Christen erlebte Barth als Schock. In seinem Vortrag Das erste Gebot als theologisches Axiom (März 1933) erklärte er, nur der Gehorsam gegen Jesus Christus, das Ablehnen aller zusätzlichen Erkenntnisquellen und die Absage an die natürliche Theologie erfüllten das erste der Zehn Gebote. Das richtete sich gegen Deutsche Christen (DC) und nationalkonservative Lutheraner, die «Rasse, Volkstum und Nation» als natürliche Lebensordnungen und Gesetz Gottes ausgaben und dem Evangelium überordneten. Im April schrieb Barth dem preussischen Kultusminister Bernhard Rust: Seine Lehrtätigkeit sei allein durch theologische Sachlichkeit bestimmt. Gleichwohl könne er eine staatliche Bedingung, aus der SPD auszutreten, nicht akzeptieren. Rust erklärte, er dürfe vorerst weiter lehren. Darauf berief sich Barth im August 1933, als das NS-Regime alle Beamten zum Austritt aus der inzwischen verbotenen SPD aufforderte.

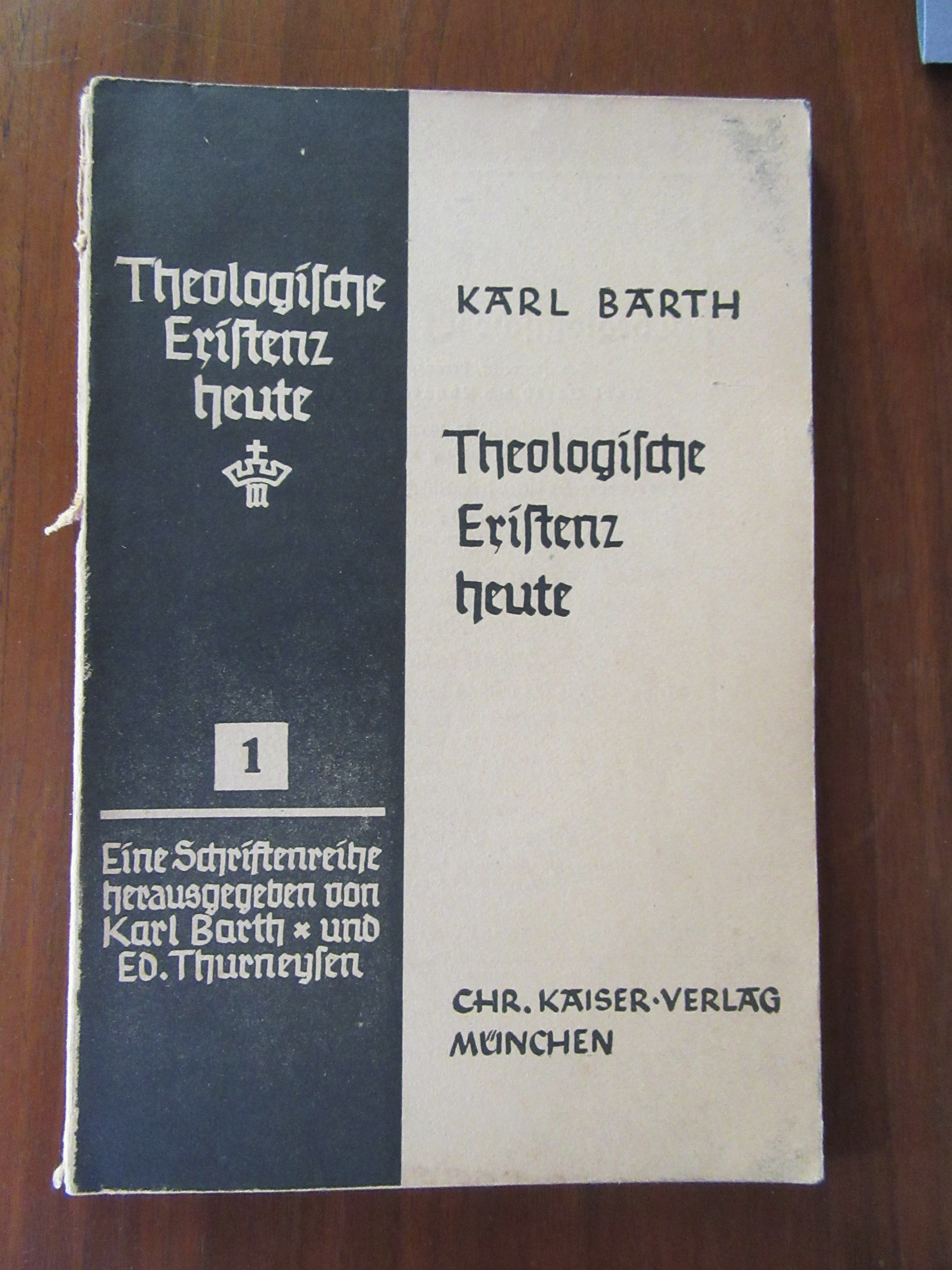
Theologische Existenz heute, erstes Heft

 Am 24. Juni 1933 erzwang das NS-Regime Friedrich von Bodelschwinghs Rücktritt vom Reichsbischofsamt, um ihn durch den DC-Führer Ludwig Müller zu ersetzen. Am 1. Juli schrieb Barth in der ersten Ausgabe seiner Zeitschrift Theologische Existenz heute dazu: Er versuche, «… nach wie vor und als wäre nichts geschehen – vielleicht in leise erhöhtem Ton, aber ohne direkte Bezugnahme – Theologie und nur Theologie zu treiben». Statt zur Lage müssten Christen gerade jetzt zur Sache (Jesus Christus) reden und der Versuchung widerstehen, «unter dem stürmischen Eindruck gewisser ‹Mächte, Fürstentümer und Gewalten› Gott noch anderswo [zu] suchen». Nur eine allein am Wort Gottes orientierte Kirchenreform sei authentisch. Mit dem Reichsbischofsamt stülpe der Staat der Kirche Hitlers Führerprinzip über. Sie habe jedem Staat gegenüber das Evangelium zu verkünden und so seinen Totalitätsanspruch zu begrenzen. Sie könne sich daher keine Gleichschaltung gefallen lassen. Kirchliche Gemeinschaft werde nicht durch Blut und Rasse, sondern durch den Heiligen Geist und die Taufe bestimmt. Würde die DEK die Judenchristen ausschliessen oder als Christen zweiter Klasse behandeln, wäre sie keine christliche Kirche mehr. Damit widersprach Barth dem Arierparagraphen, den die DC in der DEK durchsetzen wollten. Er sandte den Text auch an Hitler und schrieb ihm, evangelische Theologie müsse «auch im neuen Deutschland unerbittlich und unbekümmert ihren eigenen Weg gehen». Für die Kirchenwahlen am 23. Juli 1933 gründete Barth die Liste Für die Freiheit des Evangeliums, die gegen die DC-Mehrheit und die nationalistische Jungreformatorische Bewegung in Bonn sechs Sitze errang.
DC-Vertreter wie Franz Tügel griffen Barth öffentlich als Hauptgegner an: Es gehe ihm in Wahrheit um Politik, nicht Theologie; er gefährde als Schweizer, Demokrat und SPD-Mitglied den deutschen Staat und die Nation. Im Herbst 1933 mahnte Barth den Pfarrernotbund, weder mit den DC noch der NS-Kirchenregierung zusammenzuarbeiten und sich allen Anordnungen zu widersetzen, die dem Wesen der Kirche widersprächen. Die Lage sei mit den Christenverfolgungen im Römischen Reich vergleichbar, als Opfer vor dem Kaiserbild Christus verleugnet hätten. Dem US-Politiker Charles S. MacFarland trug er auf, Hitler auszurichten: Ludwig Müller zum Reichsbischof zu ernennen, sei, als würde er den Hauptmann von Köpenick zum Reichswehrminister machen. Im Oktober 1933 verweigerte Barth den Hitlergruss in seinen Vorlesungen, den das NS-Regime von allen Staatsbeamten verlangt hatte. Als der Universitätsdirektor den Gruss anordnete, beschwerte Barth sich per Brief beim Kultusminister: Die Universitätstheologie unterstehe dem Evangelium, das dem Totalitätsanspruch des Staates einen eigenen, überlegenen Totalitätsanspruch entgegensetze. Er halte es für richtig, den Hitlergruss in allen evangelischen und katholischen Vorlesungen Deutschlands zu verbieten. Der Rektor kommentierte, Barth versuche seine Entlassung herbeizuführen, um sich weltweit als berühmter Märtyrer darstellen zu können. Barths Äusserungen und Briefe gelangten an die Geheime Staatspolizei (Gestapo).
Bei ihrem ersten Treffen im Januar 1934 wollten die DC-Gegner in der DEK Gott für Adolf Hitler danken. Barth wies das strikt zurück: Evangelische Christen hätten einen anderen Gott, Glauben und Geist. Es gebe gegenüber den DC nur ein Entweder-oder. Damit stärkte er jene DEK-Kräfte, die sich im April 1934 gegen die Gleichschaltungspolitik zur «rechtmäßigen evangelischen Kirche Deutschlands» erklärten. Als Vertreter der Reformierten wurde er in den vierköpfigen DEK-Ausschuss berufen, der die Barmer Bekenntnissynode vorbereitete. Weil die Gestapo Barth grössere Reisen verboten hatte, kam er am 15. Mai verspätet zum Ausschusstreffen und schrieb in der Mittagspause die Barmer Theologische Erklärung, deren Entwurf Hans Asmussen und Thomas Breit dann zustimmten. Nach Protesten der Lutheraner Hermann Sasse und Paul Althaus, die das Wort «Volk» darin vermissten, beriet die Synode Barths Entwurf und nahm kleinere Änderungen vor. Er war dazu nicht eingeladen, nahm jedoch unangemeldet teil. Nachdem Asmussen den Text erläutert hatte, nahmen 139 Delegierte aus 18 Landeskirchen die Erklärung einstimmig an und gründeten so am 31. Mai 1934 die Bekennende Kirche (BK). Die erste der sechs Barmer Thesen bekennt Jesus Christus als einziges Wort Gottes und verneint, «andere Ereignisse und Mächte, Gestalten und Wahrheiten als Offenbarung Gottes» anzuerkennen. Ohne diese vollständige Absage an die natürliche Theologie, so erläuterte Barth, komme es unweigerlich zur Verleugnung Jesu Christi in der Kirche. Die mit jeder These verknüpften Negationen zielten auf die Zeitgeschichte: Der Machtantritt des NS-Regimes sei keine göttliche Offenbarung; Gesetze des NS-Staats seien nicht als Gebote Gottes auszugeben; die Kirchengemeinschaft dürfe nie durch ideologisch-politische, etwa rassistische Konzepte bestimmt werden; weil alle Kirchenämter dem einzigen «Führer» Jesus Christus unterstünden, seien staatliche Führungsämter in der Kirche unmöglich; der Staat müsse für «Recht und Frieden» sorgen, die Kirche müsse ihn an diese Aufgabe erinnern und seinen Totalitätsanspruch mit Hinweis auf Gottes Reich begrenzen. Später bereute Barth als persönliche Schuld, dass er, obwohl es damals aussichtslos gewesen wäre, nicht für eine «siebte These» gegen die Judenverfolgung gekämpft habe.
Nach der Synode vermerkte das Reichssicherheitshauptamt: Barths Theologie sei eine wirkliche Gefahr, da sie Inseln für Menschen schaffe, um Forderungen des NS-Staates mit religiösen Gründen auszuweichen. Von Juli bis Oktober 1934 beschlagnahmte das Reichsinnenministerium alle von Barth verfassten Ausgaben der Theologischen Existenz heute. Neue Texte musste er sich staatlich genehmigen lassen. Barth verzichtete nach Absprache mit seinem Verleger auf Vorworte, damit die Zeitschrift weiter erscheinen konnte. Er verwies die Leser darauf, die Aktualität der Texte finde sich zwischen ihren Zeilen. Nachdem die Gestapo Barths 16-jährigen Sohn Christoph wegen eines abgefangenen regimekritischen Briefs nach England stundenlang verhört hatte, schickten die Eltern ihn zum weiteren Schulbesuch in die Schweiz.
Im Oktober 1934 nahm Barth an der zweiten Bekenntnissynode in Berlin-Dahlem teil und begrüsste deren Beschluss eigener Leitungsorgane als notwendige Folge der Barmer Erklärung. Er wurde in den 22-köpfigen Reichsbruderrat und den sechsköpfigen Rat der BK gewählt. Bei einem Gespräch mit Hitler (30. Oktober) vereinbarten einige lutherische Landesbischöfe jedoch eine andere als die von der BK-Synode beschlossene Kirchenleitung. Daraufhin trat Barth mit drei weiteren Theologen im November 1934 aus dem Reichsbruderrat aus. Der Bischofsstellvertreter Wilhelm Pressel erklärte, Barth sei «konfessionell wie politisch eine zu große Belastung» für die DEK geworden. Dass der restliche Bruderrat den mit Hitler ausgehandelten Kompromiss akzeptierte, sah Barth als Bruch mit allem, wofür er theologisch gekämpft hatte. Nun müsse auf ganz neue Weise mit den Voraussetzungen dieses Kampfes (dem widerständigen Glauben an Jesus Christus allein) ernst gemacht werden.
Im August 1934 verlangte das NS-Regime von allen Staatsbeamten einen Amtseid auf Hitler. Barth erschien nicht zu den Vereidigungsterminen und erklärte dem Bonner Rektor, er könne den Eid nur mit dem Zusatz «soweit ich es als evangelischer Christ verantworten kann» leisten. Daraufhin suspendierte das Kultusministerium ihn am 26. November 1934 mit sofortiger Wirkung vom Dienst. Die NS-kontrollierten Medien behaupteten, Barth habe den Führereid ganz verweigert und sich so jedem staatlichen Anspruch entzogen. Die NSDAP-Reichsleitung forderte, die BK müsse sich von ihm distanzieren. BK-Vertreter Hans von Soden hatte den Führereid vorbehaltlos abgelegt und beklagte, Barth belaste die Einheit der BK und stelle ihre Staatsloyalität in Frage. Barth antwortete, das NS-Regime selbst betone, Hitler sei «Zar und Papst in einer Person», theologisch also ein inkarnierter Gott, über dem es keine Verfassung, kein Recht und Gesetz gebe, so dass sich der Schwörende ihm gänzlich und dauerhaft ausliefern müsse. Zweifel, ob Hitler Deutschlands Wohl unter allen Umständen anstrebe, seien dann schon Verrat. Wenn der Staat den zumutbaren Eidvorbehalt ablehne, zeige er, dass er total und antichristlich verstanden sein wolle. Nur wenn die DEK-Leitung öffentlich erkläre, dass Gottes biblisches Gebot Hitlers Totalitätsanspruch für jeden evangelischen Christen begrenze, und der Staat dem nicht widerspreche, könne er auf den Eidzusatz verzichten.
Als Reichsinnenminister Wilhelm Frick der DEK mit Entzug staatlicher Finanzmittel drohte, weil sich «unter dem Deckmantel christlicher Belange hier alle möglichen staatsfeindlichen und landesverräterischen Elemente sammeln», beeilte sich DEK-Vertreter August Marahrens zu beschwichtigen. Am 7. Dezember 1934 eröffnete das Bonner Landgericht ein Dienststrafverfahren gegen Barth. Seine Freunde veröffentlichten einen Privatbrief, in dem die DEK den Gottesbezug im Führereid als Ausschluss von Taten gegen Gottes Gebot gedeutet hatte. Das zwang Marahrens, diesen Brief dem Kultusminister zu senden. Nun war Barth bereit, auf seinen Eidzusatz zu verzichten. Doch zwei Tage später bestätigte der Staatsanwalt: Der Führereid verlange «blindes Vertrauen» darauf, dass Hitler Gottes Geboten nicht widersprechen werde. Sein Sinn sei gerade, Vorbehalte auszuschliessen. Der Gottesbezug bestätige bloss die bedingungslose Treue des Schwörenden zu Hitler. Dieser allein habe zu entscheiden, was Gottes Gebot zum Wohl Deutschlands entspreche. Barth protestierte: Damit werde Hitler zu einem zweiten Gott gemacht. Er zitierte die Apologie des Sokrates und kommentierte: Indem der Staat die Kirche anerkenne, bejahe er um seiner selbst willen die ihm gesetzte Grenze. Der Theologieprofessor sei ein vom Staat eingesetzter Wächter dieser Grenze. Er wurde entlassen. Öffentlich wurde das Urteil nicht mit dem Konflikt um den Hitlereid, sondern mit Barths Aussagen zum Pfarrernotbund und zu MacFarland, seiner Verweigerung des Hitlergrusses und SPD-Mitgliedschaft begründet.
Barth ging in Berufung. Im Februar 1935 forderte Hitler die Gerichtsakte zu seinem Fall an. Im März erliess das NS-Regime ein Rede- und Predigtverbot gegen Barth. Die DEK schlug seine Bitte aus, ihn mit ihren Anwälten zu verteidigen, und bot ihm keine anderen Stellen an. Im Mai 1935 skandalisierte Reichsbischof Müller eine scherzhafte Interviewaussage Barths, die Schweiz müsse ihre Nordgrenze verstärken; damit stehe Landesverrat im Raum. Daraufhin verlangten DEK- und BK-Vertreter, Barth müsse der dritten Bekenntnissynode in Augsburg fernbleiben. Dazu schrieb er: Wieder einmal sei jene «völlige theologische Ungrundsätzlichkeit» und «jämmerliche Menschenfurcht» zur politischen Seite sichtbar geworden. Trotzdem nenne sich die BK weiter prahlerisch «Bekenntnisfront». Darum verachte er den ihm auferlegten Bann. Als das Berufungsgericht Barths Suspension wegen Formfehlern überraschend aufhob, versetzte Kultusminister Rust ihn am 21. Juni 1935 vorzeitig in den Ruhestand und wies die Universität Bonn an, seine Bezüge einzustellen. Emanuel Hirsch hatte seit rund einem Jahr über einen seiner Schüler im Ministerium auf Barths Entlassung hingewirkt. Am 22. Juni erklärte das Reichsministerium für Wissenschaft, Erziehung und Volksbildung, allein das von Barth bekämpfte totalitäre Verständnis des Führereids sei zulässig. Am 25. Juni bot ihm die Universität Basel an, ihn zum Professor für Systematische Theologie und Homiletik zu berufen. Trotz schwerer Bedenken, die BK in der zugespitzten Lage zu verlassen, nahm Barth das Angebot wegen der fehlenden Solidarität in der Eidesfrage an. Noch im selben Monat zog er nach Basel.
Ende Juni 1935 urteilte Barth rückblickend über die BK: «Sie hat für Millionen von Unrecht Leidenden noch kein Herz. Sie hat zu den einfachsten Fragen der öffentlichen Redlichkeit noch kein Wort gefunden. Sie redet – wenn sie redet – noch immer nur in ihrer eigenen Sache. Sie hält noch immer die Fiktion aufrecht, als ob sie es im heutigen Staat mit einem Rechtsstaat im Sinne von Röm 13 zu tun habe.» Er könne «bei der Illusion, als ob der eigentliche Gegner einer bekennenden Kirche nicht der nat[ional]soz[ialistische] Staat als solcher sei, nicht mehr länger mittun».

### «Eine Schweizer Stimme»
Ab Juli 1935 beriet Barth die BK von der Schweiz aus. Zudem konzentrierte er sich auf die Arbeit an der KD. Neue Kapitel diskutierte er vorab mit seinen Studenten. In seinem bahnbrechenden Aufsatz Evangelium und Gesetz entkräftete er die lutherische Trennung der christlichen Ethik vom Evangelium, die dazu geführt hatte, dass DC und Teile des Luthertums Volksnomoi wie «Rasse», «Volk», «Familie», den «totalen Staat», das «gesunde Volksempfinden» usw. als Schöpfungsgesetze und für Christen verbindliche Gebote Gottes ausgaben. Dagegen setzte Barth, Gottes letztgültiger Wille sei allein aus seinem Handeln in Jesus Christus abzulesen, und begründete von da aus eine antirassistische und antifaschistische politische Ethik. Zur Verlesung des Aufsatzes reiste er nach Barmen, wurde aber wegen des starken Publikumsandrangs sofort wieder ausgewiesen. Zu Barths 50. Geburtstag 1936 würdigten deutsche Freunde ihn trotz der Zensur mit einer Festschrift als Lehrer der DEK und verwiesen auf die dort laufende Hetzkampagne gegen ihn. Das NS-Propagandaministerium nötigte den Verleger der Theologischen Existenz heute, Barth als Mitherausgeber zu kündigen, und drohte mit dem Verbot der Zeitschrift, sollte sie weiter Artikel Barths abdrucken. Ab 1937 liess Reichskirchenminister Hanns Kerrl Auslandssemester in Basel nicht mehr anerkennen. Als ein Druckverbot für die KD absehbar wurde, veröffentlichte Barth alle weiteren KD-Teilbände im Evangelischen Verlag Zollikon.
Als ein staatlich eingesetzter Oberkirchenrat zum «Führergeburtstag» (20. April) 1938 von allen Pfarrern der Altpreussischen Union (APU) einen Führereid analog zur Fassung von 1933 verlangte, diskutierte die BK, ob man den Eid mit oder ohne Vorbehaltszusatz leisten müsse. Barth riet öffentlich dazu, den Eid ganz zu verweigern, weil kirchliche wie staatliche Organe ohnehin allein über seine Reichweite entschieden. Der Führereid solle die Pfarrer offenkundig in die «Kolonnen» des totalen Staates einreihen und zur Anerkennung des NS-Regimes, seiner Ideologie und Politik verpflichten. Er breche in jeder Form das Erste Gebot. Ein Zusatz wäre ein wirkungsloser Protest gegen den Absolutheitsanspruch des Nationalsozialismus. Die APU-Synode beschloss, den Eid mit einem Zusatzvorschlag der BK zu leisten. Damit gab sie für Barth die Barmer Erklärung auf. Kurz darauf verhöhnte der Nationalsozialist Martin Bormann den Beschluss als für den NS-Staat irrelevant.
Im Frühjahr 1938 (nach dem Anschluss Österreichs) erinnerte Barth bei seinen Gifford Lectures zur Confessio Scotica an das reformatorische Widerstandsrecht: Gegengewalt zum Schutz Wehrloser vor der Gewalt einer Tyrannei sei für Christen zwar immer Ultima Ratio, dann aber notwendiger Teil des «politischen Gottesdienstes». „Es gibt unter Umständen eine nicht nur erlaubte, sondern göttlich geforderte Resistenz gegen die politische Macht, eine Resistenz, bei der es dann unter Umständen auch darum gehen kann, Gewalt gegen Gewalt zu setzen. Anders kann ja der Widerstand gegen die Tyrannei, die Verhinderung des Vergießens unschuldigen Blutes vielleicht nicht durchgeführt werden.“ In seinem Aufsatz Rechtfertigung und Recht (Juni 1938) griff Barth die lutherische Zwei-Reiche-Lehre an, die dem Nationalstaat eine Eigengesetzlichkeit zugesprochen und so die NS-Diktatur stark begünstigt hatte. Dagegen entwickelte Barth aus Kreuz und Auferstehung Jesu Christi Kriterien zur Beurteilung der aktuellen Politik. Weil der dämonische Staat, der Jesus zu Unrecht kreuzigte, damit Gottes Rechtfertigung des Sünders diente, bleibe er Gottes Herrschaft unterstellt und müsse von der Kirche an seinen Auftrag zu Recht und Frieden erinnert werden. Nicht jede Staatsform, sondern der demokratische Rechtsstaat liege dem Evangelium am nächsten. Ihn zu schaffen und zu verteidigen sei die besondere Verantwortung der Christen. Sie müssten im Fall barbarischer Eingriffe zum bewaffneten militärischen Widerstand bereit sein und Rechtsstaaten wie die Schweiz darin unterstützen.
Gegen die westliche Appeasement-Politik gegenüber dem NS-Regime, das die Tschechoslowakei bedrohte, schrieb Barth dem befreundeten Prager Theologen Josef Hromádka am 19. September 1938: Mit der Tschechen Freiheit stehe und falle Europas und vielleicht der Welt Freiheit. Er hoffe, die «Söhne der Hussiten» würden dem NS-Regime bei dessen Einmarsch bewaffneten Widerstand leisten: „Jeder tschechische Soldat, der dann streitet und leidet, wird es auch für uns – und ich sage es heute ohne Vorbehalt: er wird es auch für die Kirche Jesu Christi tun, die in dem Dunstkreis der Hitler und Mussolini nur entweder der Lächerlichkeit oder der Ausrottung verfallen kann.“ Aktuell müssten Christen ihre Friedensliebe und Furcht vor Gewalt hinter ihre Freiheitsliebe und Furcht vor Unrecht rücken. Angesichts Deutschlands militärischer Übermacht komme es umso mehr darauf an, sich von Jesus Christus das für den aussichtslos erscheinenden Widerstand notwendige gute Gewissen schenken zu lassen. Weil die Westmächte das Sudetenland beim bevorstehenden Münchner Abkommen an Hitler abtreten wollten, erlaubte Barth Hromadka, den Brief zu veröffentlichen.
Der Brief erschien in Prag, der Schweiz, den Niederlanden und verkürzt unter dem Titel «Karl Barth als Kriegshetzer» auch in Deutschland. Das NS-Propagandaministerium benutzte ihn für eine Kampagne gegen Barths deutsche Anhänger; die SS warf der BK Landes- und Volksverrat vor. Der DC-Theologe Ernst Barnikol geisselte Barth als «antideutschen Papst», «Kriegstheologen» und «Agitator», der nun selbst Politik und Religion vermische. Die Giessener Theologische Fakultät verbannte Barths Schriften. Sie durften in Deutschland nicht mehr verkauft werden. Die Universität Münster erkannte Barth den Ehrendoktortitel ab. Die BK erklärte: Barth habe die Barmer Erklärung verlassen und rede nun als Politiker, nicht mehr als Theologe. Christen dürften nie zu den Waffen rufen, um die Freiheit der Kirche zu verteidigen. Doch Barth bekräftigte, angesichts des Eroberungsdrangs und Totalitätsanspruchs des Nationalsozialismus werde an den Grenzen noch freier Länder Europas indirekt auch die Kirche verteidigt. Er bereute im Oktober 1938 gegenüber Freunden, dass er 1921 bis 1933 zur Politik weitgehend geschwiegen habe: «Heute geht das so nicht mehr.» Heute sei der totale Staat real, und dazu könne man nur laut oder leise Nein sagen. Wer noch reden könne, müsse es jetzt tun; er als beachteter Theologe dürfe nicht schweigen, wo Alles auf dem Spiel stehe.
Ab 1937 unterstützte Barth das von Paul Vogt gegründete Schweizerische Evangelische Hilfswerk für die Bekennende Kirche in Deutschland (SEHBKD). In einem Solidaritätsaufruf schrieb er, der Nationalsozialismus führe einen «Vernichtungskrieg gegen den inneren und äußeren Bestand der christlichen Kirche». Da der christliche Glaube keine Landesgrenzen und Neutralitätserklärungen kenne, könnten die Schweizer nicht so tun, als ginge sie diese Not der Nachbarn nichts an. Als die Schweiz bedrohten deutschen Juden nach den Novemberpogromen 1938 Visa verweigerte, erklärte Barth bei der ersten SEHBKD-Jahrestagung: Der Nationalsozialismus habe längst auf die Schweiz übergegriffen, wo man ihm teils Wohlwollen entgegenbringe und nur angebliche Auswüchse beklage; das zeige der «bodenständige Antisemitismus» des als Landesverteidigung gepriesenen Schweizer Nationalismus. Der Antisemit verwerfe die Gnade, die der gekreuzigte Jude Jesus dem Volk Israel und nur so auch den Nichtjuden geschenkt habe. «Wer ein prinzipieller Judenfeind ist, der gibt sich als solcher als prinzipieller Feind Jesu Christi zu erkennen. Antisemitismus ist Sünde gegen den Heiligen Geist.» Deshalb seien christlicher Glaube und Nationalsozialismus unvereinbar; die Kirche müsse für sein Ende beten. Ende 1938 bekräftigte er: Die Kirche müsse unbedingt Nein zum Nationalsozialismus sagen, weil dieser «alle Merkmale einer grundsätzlich antichristlichen Gegenkirche» trage, jede Rechtsstaatlichkeit, Ordnung, Freiheit, echte Autorität zu zerstören und mit seinem prinzipiellen Antisemitismus die «Wurzel» der Kirche «abzutöten» trachte. Sein Aufruf zum bewaffneten Widerstand an die Tschechen sei aus dieser Situation zu verstehen und könne nur mit besseren Argumenten abgelehnt werden.
In der Godesberger Erklärung (26. März 1939, kurz nach der Zerschlagung der Rest-Tschechei) lehnten elf DEK-Landeskirchen jede internationale Kirchenorganisation als «politische Entartung» ab: Der christliche Glaube entfalte sich «fruchtbar nur innerhalb der gegebenen Schöpfungsordnungen» und sei «der unüberbrückbare religiöse Gegensatz zum Judentum». Barths Gegenerklärung für den ÖRK (Mai 1939) betonte: Für die Kirche Jesu Christi sei nicht die nationale Gliederung, sondern die geistliche Einheit aller Christen «abgesehen von Rasse, Nation und Geschlecht (Gal. 3,28; Kol. 3,11)» und die Anerkennung des Judentums wesentlich. «‹Das Heil kommt von den Juden› (Joh. 4,22).» Seine Frage, ob die Christen in Deutschland nicht alles ihnen Mögliche zum Verhindern des absehbaren Krieges und eines «Sieges der Usurpatoren» tun müssten, übernahm der ÖRK nicht: Man dürfe sie nicht mit einem Appell zur Kriegsdienstverweigerung belasten. Barth bedauerte, dass der ÖRK der BK diese Entscheidung ersparte. Beim Überfall auf Polen (1. September) diskutierte er sofort das nun erforderliche Verhalten mit deutschen Studenten. Im Oktober 1939 kritisierte er das Schweigen des ÖRK zum Kriegsfall: Er werde wohl «frühestens fünf Jahre nach dem Friedensschluß (und angesichts der dann entstandenen Trümmerhaufen) etwas – und auch dann sicher wieder nur etwas verzweifelt Akademisches, Vermittelndes und Vages» sagen. Er müsse jeden Respekt vor «‹Gremien› und Instanzenzügen» überwinden und nicht mehr Pro und Contra abwägen, sondern klar sagen, dass man nur noch für einen gerechten Frieden, also einen Sieg über das NS-Regime beten und arbeiten könne. «Tut um Gottes willen etwas Tapferes!»
In seinem Vortrag Des Christen Wehr und Waffen (Januar 1940) fragte Barth die Schweizer Pazifisten, ob sie gegen das totale Machtstreben des NS-Regimes noch immer auf Widerstand verzichten könnten. Ab März 1940 meldete er sich freiwillig zum Militärdienst und bestand darauf, an der Waffe ausgebildet und im Kriegsfall eingesetzt zu werden. Er leistete 104 Tage Dienst in der Bewachungskompanie V und lobte die «schlichte Nähe» zu areligiösen Kameraden. Im Juni 1940 warnte er, der Einzug deutschen Geistes in Schweizer Medien, Amtsstuben und Schulen würde zum Verlust der Schweizer Verfassung führen. Die Schweizer würden dann verlernen, Unrecht Unrecht zu nennen und Verfolgten Zuflucht zu gewähren. Er fragte, ob sie bei deutscher Besetzung zum Rütlischwur stehen und eher die Zerstörung ihrer Städte als die fremde Fahne akzeptieren würden. Er unterstützte die Verteidigungsstrategie des Generals Henri Guisan und sandte ihm den Vortrag zu. Am 7. September 1940 gründete er die Aktion Nationaler Widerstand gegen eine deutsche Invasion mit. In seinem Vortrag Unsere Kirche und die Schweiz in der heutigen Zeit (Februar 1941) warnte er: Weil das NS-Regime sich in das «Gewand der Gottheit» hülle, jeden Widerstand systematisch vernichte und eine «Neuordnung Europas» anstrebe, dürften sich die Schweizer keinesfalls mit korrekten freundschaftlichen Beziehungen zu ihm beruhigen. Ob sie sich erobern oder gleichschalten liessen, hänge vor allem am christlichen Glauben, der die nötige Widerstandskraft gegen Nationalsozialismus und Defätismus gebe.
Nach Protesten des deutschen Botschafters wollte die Schweizer Bundesanwaltschaft Barth zum Rückzug des Textes bewegen. Er wollte die Aussenpolitik berührende Texte zwar künftig der Zensurbehörde vorlegen, betonte aber, er werde sie notfalls unzensiert im Ausland veröffentlichen und nicht auf kritische Vorträge verzichten. Dass das NS-Regime einer Gegengottheit gleiche, sei ein unaufgebbarer theologischer Bekenntnissatz, da der christliche Glaube an den einzigen wahren Gott heute nur mit dem drohenden Gegenteil zusammen ausgesprochen werden könne. Bundesrat Eduard von Steiger mahnte, Barth solle den Schweizer Staat nicht öffentlich über dessen Aufgaben belehren. Trotzdem erinnerte dieser 1941 zum Jubiläum der Bundesverfassung der Schweizerischen Eidgenossenschaft: Sie habe sich durch «die Idee einer durch das Recht verbundenen Gemeinschaft freier Völker», nicht sprachliche oder völkische Konzepte gegründet. Sie sei neutral gegenüber jedem Vormachtstreben europäischer Einzelstaaten, müsse aber gegen die sein, die als Friedensstörer und Rechtsbrecher gegen alle Staaten Europas vorgingen. Würde der Nationalsozialismus in der Schweiz siegen, verlöre sie ihre Existenzberechtigung. Weil die Zensur aktuell für die Achsenmächte unangenehme Berichte unterdrücke, würden die Schweizer nur unvollständig über die Lage in Europa informiert. Barth sandte diesen Vortrag an Bundespräsident Ernst Wetter und Henri Guisan. Am 29. Juli 1941 verbot die Zensurbehörde, den Vortragstext zu verbreiten: Barths feindselige Einstellung zu Deutschland störe die friedlichen Beziehungen zum Nachbarland. Er benutze die theologische Umrahmung als Deckmantel für gefährliche politische Stellungnahmen. Er protestierte: Gerade die reformierte Theologie begründe seine Sicht der Schweizer Verfassung. Es greife das reformierte Bekenntnis an, zu verlangen, er dürfe nur theologisch, nicht zugleich politisch reden. Diese «Zweischubladenlehre» sei der verhängnisvolle Irrtum des deutschen Luthertums und habe die aktuelle Lage in Deutschland verschuldet. Die Schweizer Regierung werde eines Tages froh sein, gegenüber England und Amerika auf Schweizer Bürger hinweisen zu können, die so wie er geredet hätten und denen dies gerade wegen der Neutralität erlaubt geblieben sei.
Auf Bitte von Bonhoeffers Freund Bischof George Kennedy Allen Bell verlas Barth im Dezember 1941 in der BBC eine «Weihnachtsbotschaft an die Christen in Deutschland»: Darin verwies er auf «das Schreckliche», das die Juden derzeit erleiden müssten. Darum dürften sich die Christen weder auf privates noch kirchliches Leben zurückziehen. Im April 1942 lobte er über die BBC den massenhaften Amtsverzicht norwegischer Pfarrer als legitimen Protest gegen die NS-Kirchenpolitik. Die deutsche Botschaft beschwerte sich, dass Barth immer noch «gegen das Reich hetzen» und «Feindpropaganda» unterstützen könne. Eine juristische Prüfung ergab, Barth habe die Schweizer Neutralität nicht strafbar verletzt, aber die Neutralitätspolitik eventuell geschädigt. Am 18. August 1942 mahnte die Universität Basel ihn ab: Er habe in der BBC englische Propaganda unterstützt und der Kriegführung einer fremden Macht gedient. Von Februar 1941 bis Frühjahr 1943 wurde Barths Telefon überwacht, um seine Auslandskontakte festzustellen. Als er im Oktober 1942 davon erfuhr, fühlte er sich an die Gestapo erinnert. Nach Kriegsende 1945 resumierte er: «Landesgefährlich war nicht das Reden, das man mir und Anderen verbieten, sondern landesgefährlich war das Schweigen, das man uns gebieten wollte.»
Im November 1941 bestritt eine von Emil Brunner geführte Mehrheit des SEHBKD die präsentische Bedeutung von Joh 4,22  («Das Heil kommt von den Juden»). Darauf wollte Barth austreten und wurde nur gehalten, weil das SEHBKD versprach, sich auf karitative Arbeit zu beschränken. Im Juli 1942, als wieder mehr Juden Zuflucht in der Schweiz suchten, erklärte Barth, die Judenfrage sei aktuell «die christliche Bekenntnisfrage». Gegen ein neues Gesetz, mit dem die Schweiz rund 10.000 Flüchtlinge zurückwies und die Übrigen unwürdig behandelte, schärfte er drei Gründe für ihre Aufnahme ein: Die Flüchtlinge gingen die Schweizer etwas an, nicht obwohl, sondern «weil sie Juden und als solche des Heilands leibliche Brüder sind». Es ehre die Schweiz, dass sie in ihr den letzten Hort des Rechts und Erbarmens sähen. Sie zeigten den Schweizern, was ihnen bisher wie durch ein Wunder erspart geblieben sei. Im Juni 1944 drängte Barth den frisch gewählten SP-Bundesrat Ernst Nobs, sofort und entschieden etwas zur Rettung der Juden Ungarns zu tun, über deren Deportation ihn Rabbiner Jacob Taubes informiert hatte. Eine Einladung zu einer Vortragsreise in die USA schlug er aus, um sich weiter für Flüchtlinge und Verfolgte einzusetzen. Er wurde Mitglied in der Gesellschaft Schweiz-Sowjetunion und eines Hilfswerks für russische Internierte, weil er den «Bolschewisten- und Kommunistenschreck» der Schweiz ablehnte und den sowjetischen Widerstand gegen Hitler anerkannte.
Von 1938 bis Ende 1942 schrieb Barth laufend an die Christen der von Deutschland besetzten oder bedrohten Staaten Frankreich, Grossbritannien, Norwegen, Niederlande und USA (noch vor deren Kriegseintritt). Darin schärfte er ihnen stellvertretend für den ÖRK immer wieder ein, der Krieg der Anti-Hitler-Koalition sei ein gerechter Krieg. Der Widerstand gegen den Nationalsozialismus dürfe nach militärischen Niederlagen keinesfalls aufhören, da Erfolg nicht über die Wahrheit entscheide. Christen müssten alle Organisationen unterstützen, die das NS-Regime bekämpften. Mit Hitler dürfe die Kirche unter keinen Umständen Frieden oder auch nur Waffenstillstand schliessen. Sie müsse der Welt sagen, dass es einen absolut notwendigen Gegensatz zum Nationalsozialismus gebe. Die Kriegswende seit der Schlacht von Stalingrad 1943 sah Barth als Gottesurteil: «Man streitet nicht umsonst gegen den Juden Jesus.» Der Antisemitismus, der Wesenskern der nationalsozialistischen Selbstvergottung sei, habe in Gottes Weltherrschaft einzugreifen versucht und so mit Notwendigkeit den deutschen Zusammenbruch bewirkt. Menschen stehe es nun nicht zu, noch einmal zu richten, sondern geboten sei nun die Bereitschaft zu neuer Freundschaft mit den Deutschen. Dazu gehöre auch, ihnen klarzumachen, dass ihr aktuelles Leiden selbstverschuldet und notwendige Folge ihrer Verirrung sei. Die DEK müsse eine klare und nüchterne Schulderklärung abgeben. Barths Texte von 1935 bis 1945 wurden später unter dem Titel «Eine Schweizer Stimme» gesammelt veröffentlicht. 1944 schuf Otto Roos eine Gipsbüste von Barth.
Ab Januar 1945 arbeitete Barth im Nationalkomitee Freies Deutschland (NKFD) mit, in dem deutsche Exilkommunisten und Antifaschisten ein unabhängiges demokratisches Deutschland anstrebten. Im Februar leitete er ein Treffen der «Bewegung ‹Freies Deutschland› in der Schweiz» mit Exilprotestanten. Er lobte, dass gerade die Kommunisten der Gruppe sich vorbehaltlos für Demokratie in Deutschland einsetzten. Im März trat Charlotte von Kirschbaum der Gruppe bei, im Mai wurde sie in den dreiköpfigen Vorstand gewählt. Im Dezember widersprach Barth der Auflösung des NKFD, mit der die KPD auf die Bildung politischer Parteien reagierte.
Seit Anfang 1945 setzte sich Barth in der Schweiz öffentlich für eine umfassende Versöhnung mit den Deutschen ein, weil die Vergebung Jesu Christi auch ihnen gelte (Die Deutschen und wir):

„Her zu mir, ihr Unsympathischen, ihr bösen Hitlerbuben und -mädchen, ihr brutalen SS-Soldaten, ihr üblen Gestaposchurken, ihr traurigen Kompromißler und Kollaborationisten, ihr Herdenmenschen alle, die ihr nun so lange geduldig und dumm hinter eurem sogenannten Führer hergelaufen seid! Her zu mir, ihr Schuldigen und Mitschuldigen, denen nun widerfährt und widerfahren muß, was eure Taten wert sind! Her zu mir, ich kenne euch wohl; ich frage aber nicht, wer ihr seid und was ihr getan habt; ich sehe nur, daß ihr am Ende seid und wohl oder übel von vorne anfangen müßt; ich will euch erquicken, gerade mit euch will ich jetzt vom Nullpunkt her neu anfangen!“

### Nachkriegszeit

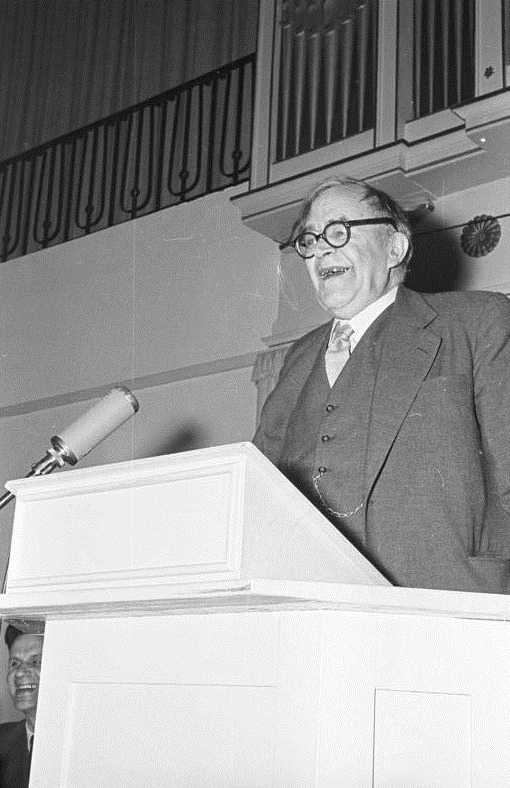
Barth 1956 in Wuppertal

In seinem Vortrag Die geistigen Voraussetzungen für den Neuaufbau in der Nachkriegszeit, gehalten am Tag des Kriegsendes (8. Mai 1945), stellte Barth fest: «Der Mensch ist nicht gut.» Dafür sei kein Beweis mehr nötig. Darum müsse man fragen, welche Ordnung im Alltag Menschen brauchen, um nicht zum «Ungeheuer» zu werden. Kulturarbeit verhindere offenbar nicht, dass unweit des Schiller- und Goethehauses ein KZ Buchenwald entstehe. Jeder sei dafür mitverantwortlich, nicht nur das NS-Regime. Alle Unbeteiligten, die sich mit Ausreden «in die Herde flüchten», statt mit allen Kräften «selbst zum Rechten zu sehen», seien an Hitler und Mussolini mit Schuld. Ein Neuaufbau könne nur gelingen, wenn Alle für das reale Leben einstünden, für die anstehenden konkreten Hilfs- und Aufbauaufgaben, nicht für Ideen und Prinzipien.
Im August 1945 erlaubte das US-Militär Barth eine Deutschlandreise, um die ideologische Belastung evangelischer Kirchenführer zu erkunden. Er wurde in den neugegründeten Bruderrat der BK aufgenommen, begleitete die Gründung der EKD in Treysa und warb um Vertrauen für deren Leitung, zu der sein Freund Martin Niemöller gehörte. In der Schweiz nahm Barth die BK zunächst in Schutz: «Weite Kreise» hätten trotz unvorstellbaren Terrors «ein deutliches ‹Nein› gesagt». Die meisten seien weder Helden noch Nationalsozialisten gewesen. Darum dürfe man die Deutschen nicht als «grosse Nazibande» sehen. Er kritisierte aber ihre Tendenz, Hitler zu dämonisieren, statt einfach zuzugeben: «Wir sind politische Narren gewesen.» Fortan setzte er sich für ein kurzes klares Schuldbekenntnis der EKD ein: «Wir Deutschen haben uns geirrt, daher das heutige Chaos, und wir Christen in Deutschland waren eben auch Deutsche!» Das Stuttgarter Schuldbekenntnis (19. Oktober) blieb dahinter zurück. Daher appellierte Barth in seinem Wort an die Deutschen (2. November): Weil das Evangelium sie von aller Schuld freispreche, sollten sie «nicht noch einmal aufhören, selbst zu denken und zu wollen», und sich nie wieder einem Regime wie dem Hitlers ausliefern. Der Theologe Helmut Thielicke, ein BK-Mitglied, widersprach sofort: Es gebe keine spezifische deutsche Schuld. Das «Versailler Diktat» habe Hitler mit ermöglicht. Auch das Ausland habe sich nicht eindeutig von ihm distanziert. Barth habe die Not der Deutschen nicht erlebt. Einseitige Schuldbekenntnisse förderten nur einseitige Vergeltungsabsichten. Man brauche keine Belehrung aus dem Ausland, sondern dass «auch die Anderen an ihre Brust zu schlagen beginnen». Diese verbreitete «erschreckende Unbussfertigkeit» und die Ablehnung der vagen Stuttgarter Erklärung in der EKD enttäuschten Barth. Er begann mit Niemöller zu überlegen, was der BK-Bruderrat für die umfassende Umkehr der Deutschen und gegen restaurative Tendenzen in der EKD tun könne.
Ab 1946 hielt Barth wieder Vorlesungen in Bonn, diesmal in freier Rede, meist vor Nichttheologen und zurückgekehrten Kriegsgefangenen. In seinem Vortrag Christengemeinde und Bürgergemeinde beschrieb er «Kirche» und «Staat» als Gemeinschaften mit verschiedener Begründung, aber aufeinander bezogenen gemeinsamen Aufgaben. Im Wissen, wie gefährlich und gefährdet der Mensch sei, bejahe die Christengemeinde eine notwendige, vorläufige, demokratische Rechtsordnung zur Humanisierung und zum Schutz der Gesellschaft: «Nachdem Gott selbst Mensch geworden ist, ist der Mensch das Maß aller Dinge.» Das bedeute Akzeptanz und Begrenzung des staatlichen Gewaltmonopols durch ein kirchliches, notfalls auch gewaltsames Widerstandsrecht. Staatsgewalt, auch Krieg, müsse immer Ultima Ratio bleiben. Weil die Christengemeinde unter Jesu Christi Alleinherrschaft keine Hierarchie, sondern vorbildlich gleiche Partizipation aller Mitglieder zu verwirklichen habe, bestehe nicht zwangsläufig, aber real eine «Affinität» zur demokratischen Gesellschaftsform. Angesichts der gesamtgesellschaftlichen Aufgabe, Demokratie zu lernen, dürfe nicht ausgerechnet die Kirche wieder zum Hort von Nationalismus und Autoritarismus werden. Eine christliche Partei sei abzulehnen, weil sie die Analogiefähigkeit der ganzen Gesellschaft zum Reich Gottes aufgebe, Christen von anderen Christen trenne, dem weltanschaulichen Pluralismus der Demokratie widerspreche und den Irrtum nahelege, als sei Politik «christlich» statt mit Erhaltung und Aufbau des Allgemeinwohls begründbar.
Im August 1947 verfasste Barth mit dem lutherischen Theologen Hans Joachim Iwand das Darmstädter Wort. Es benannte selbstkritisch politische «Irrwege» der evangelischen Christen Deutschlands seit der Kaiserzeit, die das NS-Regime historisch ermöglicht hatten. Dabei betonte Barth die antidemokratische, machtstaatliche und kapitalistische Fehlentwicklung: Man habe den Staat «nach innen allein auf eine starke Regierung, nach außen allein auf militärische Machtentfaltung» gegründet, sich «mit den konservativen Mächten (Monarchie, Adel, Armee, Großgrundbesitz, Großindustrie)» verbündet, das «Recht auf Revolution» abgelehnt, die Entwicklung zur Diktatur aber geduldet und gutgeheissen. Die Kirche habe übersehen, dass der ökonomische Materialismus des Marxismus an die vergessene biblische Auferstehungshoffnung für das Diesseits, an die «Sache der Armen» und den endgültigen Umsturz ungerechter Herrschaftsverhältnisse auf der ganzen Erde erinnere.
1948 hielt Barth auf der Gründungsversammlung des Ökumenischen Rates der Kirchen in Amsterdam das Hauptreferat «Die Unordnung der Menschen und Gottes Heilsplan»: „Inmitten dieser Unordnung Gottes Reich als das der Gerechtigkeit und des Friedens anzuzeigen, das ist der prophetische Auftrag der Kirche: der Auftrag ihres politischen Wächteramtes und ihres sozialen Samariterdienstes.“ Bei einem Ungarn-Besuch warb er für gelassenes Abwarten der politischen Entwicklung. Die Kirche dürfe sich mit keinem System identifizieren, sondern müsse allen gegenüber ihr prophetisches Wächteramt ausüben. Wegen der sozialen Schwächen des Westens könnten Ungarns Christen den Kommunismus nicht völlig ablehnen. Emil Brunner setzte dagegen Sowjetkommunismus und Nationalsozialismus als Totalitarismus gleich und meinte, die Kirche müsse dazu genauso wie 1934 Nein sagen. Was Barth als westliche Nervosität verhöhne, sei ein «entsetztes Sichabwenden» vor einem «wahrhaft teuflischen» Unrechtssystem. Barth antwortete, er lehne den prinzipiellen Antikommunismus ab, weil die Kirche es mit der wandelbaren historischen Realität, nicht zeitlos mit -ismen und Systemen zu tun habe. Der Nationalsozialismus habe die Demokratie real und als Idee bedroht. Den Kommunismus dagegen lehne der Westen ohnehin ab. Es sei nicht Aufgabe der Kirche, die Bürger im täglichen Antikommunismus westlicher Medien zu bestätigen. Nach heftigen Angriffen von Schweizer Zeitungen bekräftigte er 1949, der Westen könne den Kommunismus nur durch «bessere Gerechtigkeit» abwehren und müsse die soziale Frage gelten lassen. Die Kirche habe sich nicht zum «christlichen Abendland» zu bekennen, sondern einen Ort über dem aktuellen Systemgegensatz zu suchen.
Mit einem Brief an Staatssicherheitsminister Wilhelm Zaisser protestierte Barth 1953 gegen die Verhaftung evangelischer Pfarrer in der DDR: Diese bestätige nur das westliche Bild einer gleichgeschalteten Kirche im Osten. Obwohl Barth keine Antwort erhielt, gewährte die DDR Kirchenvertretern danach mehr Gehör. Auf Klagen über die staatliche Behinderung von Religions- und Konfirmandenunterricht antwortete Barth 1958 mit dem umfangreichen Brief an einen Pfarrer in der DDR: Nicht dem Kommunismus insgesamt, aber praktischen Versuchen, Menschen zur «tätlichen Gottlosigkeit» zu bringen, sei zu widerstehen. Der allmächtigen Partei, Propaganda und Polizei im Osten entspreche die ebenso allmächtige Presse, Privatwirtschaft und Protzerei im Westen. Weil aber auch der Sowjetkommunismus seine Rolle in Gottes Heilsplan habe, dürfe man auf seine Humanisierung hoffen. Die Kirche könne ihrer Aufgabe in «Gottes geliebter Ostzone» auch ohne öffentliche Förderung und Duldung nachkommen und dies den westlichen Kirchen exemplarisch vorleben. Der Brief wurde im Westen als Anweisung zur Kollaboration, von DDR-Vertretern als staatsfeindlich, von manchen DDR-Pfarrern als unrealistisch kritisiert. Barth kritisierte mehrfach öffentlich sowjetisches Unrecht. Die dortige «Despotie, Verschlagenheit und Rücksichtslosigkeit» sei «abscheu- und entsetzenerregend». Totale Feindschaft gegen dieses System helfe aber weder den dort lebenden Menschen noch dem Westen, seine eigenen Probleme zu lösen. Barth wollte damit zur Entspannung zwischen Ost und West beitragen, nicht zuletzt um einen Atomkrieg zu verhindern und einen demokratischen Sozialismus als Perspektive beider Systeme offenzuhalten.
Ebenso wie die damalige EKD-Leitung um Gustav Heinemann und Martin Niemöller lehnte Barth ab Herbst 1950 die geplante Wiederbewaffnung beider deutscher Teilstaaten entschieden ab. Er wies Versuche zurück, diese mit seinem Hromadkabrief von 1938 zu rechtfertigen: Eine totale Bedrohung der Freiheit und akute Kriegsgefahr bestünden aktuell nicht. Die Sowjetunion sei keine Friedensmacht, aber die Kirchen müssten Angst und Hass gegen Russland entgegentreten. Nach fünf Jahren Demilitarisierung sei den Deutschen nicht zuzumuten, gegen andere Deutsche zu kämpfen und ihre Jugend erneut in einem Krieg zu opfern. Am Volkstrauertag 1954 griff er die absehbare Einbindung Westdeutschlands in die NATO scharf an: Die westdeutsche Aufrüstung führe zum dritten Weltkrieg, weil die Sowjetunion sie nur als Provokation begreifen könne. Sie richte erneut einen deutschen Obrigkeitsstaat auf und spalte Europa in verfeindete Blöcke. Dahinter stehe dieselbe Panik und Massensuggestion wie beim Nationalsozialismus. Der Kommunismus sei nur mit Sozialreformen, nicht mit Panzerdivisionen und Atomgeschützen abzuwehren. Die Rede bewirkte einen medialen Eklat; auch die SPD distanzierte sich. Wegen dieser Rede lehnte Bundespräsident Theodor Heuss es ab, Barth 1958 den Friedenspreis des Deutschen Buchhandels zu verleihen.
Im August 1945 hatte Barth geäussert, die Atombombenabwürfe auf Hiroshima und Nagasaki stellten die bisherige Kriegsethik grundlegend in Frage. Am 19. April (Karfreitag) 1957, kurz nach den «Göttinger Achtzehn» und Albert Schweitzer, rief er alle Bürger Europas öffentlich auf, ihren Regierungen und Medien «mit allen Mitteln» klarzumachen, dass sie für keinen Zweck «ausrotten noch ausgerottet werden wollen …»: «Sie sollen den Verantwortlichen im Westen und im Osten ein Halt! zurufen, daß ihnen die Ohren gellen: Schluß mit der Vorbereitung eines Krieges mit Waffen, die ihn für alle Beteiligten zum vornherein sinnlos machen! Schluß auch mit der gegenseitigen Bedrohung mit der Anwendung solcher Waffen!» Es gehe nicht um Prinzipien, Ideologien und Systeme, sondern um das Leben und die Menschen: «Sie sollen der Sache der primitivsten Vernunft, bevor es zu spät ist, zu ihrem Recht verhelfen.» Im Mai 1957 ergänzte Barth im Radio Warschau, nur diejenige Weltmacht strebe glaubwürdig Frieden an, die «zuerst ohne Rücksicht auf Verhalten der Gegenseite und verbindlich ihren Verzicht auf weitere Kernwaffenexperimente aussprechen wird». Im Januar 1958 formulierte er anonym zehn Thesen des BK-Bruderrats, die die Kirchen zum Glaubensbekenntnis gegen alle Massenvernichtungswaffen aufriefen: «Ein gegenteiliger Standpunkt oder Neutralität dieser Frage gegenüber ist christlich nicht vertretbar.» Dem Schweizerischen Evangelischen Kirchenbund sandte Barth im Juni 1958 einen Entwurf, der für den Verzicht der Schweizer auf Atomwaffen warb. Darin stellte er klar, ein Atomkrieg sei anders als bisherige konventionelle Kriege auf keinen Fall als Notwehr ethisch zu rechtfertigen. Der Bund lehnte den Entwurf mehrheitlich ab. 1959 gründete Barth mit Bertrand Russell und Hans Werner Richter den «Europäischen Kongress für nukleare Abrüstung». 1962 setzte er sich mit Friedrich Dürrenmatt und Leopold Ružička für ein Verbot von ABC-Waffen in der Schweizer Bundesverfassung ein. In seiner Versöhnungslehre (KD IV; 1956–1959) führte er die theologische Begründung dazu aus: Mit der Auferweckung des stellvertretend für Alle Gekreuzigten habe Gott uns aus dem totalen Richteramt befreit, das Nichtige endgültig ausgeschlossen, der totalen Vernichtung eine unübersteigbare Grenze gesetzt und den Aufstand gegen die Sünde des Vernichtens begonnen. Er verlegte den Akzent vom richtenden hin zum gnädigen Gott: im bewussten Kontrast zu gnadenlosen «Kreuzzugs-Ideologien» von West und Ost, die die Menschheit im Kalten Krieg an den Abgrund führten.

### Spätzeit
Weil die Schweizer Regierung seine «Weltgeltung» anerkannte, durfte Barth in Basel über das 70. Lebensjahr hinaus lehren. Er widmete sich täglich der Arbeit an der KD und verbrachte viel Freizeit mit seinen Enkeln. 1961 beantragte er seinen Ruhestand. Theologische Fakultät und Universitätsleitung stimmten für seinen Wunschnachfolger Helmut Gollwitzer. Schweizer Medien entfachten jedoch eine Kampagne gegen den «Kommunistenfreund». Die Behörden erstellten ein nachrichtendienstliches Gutachten über Gollwitzer. Der Regierungsrat bestimmte Heinrich Ott zu Barths Nachfolger. Der Vorgang verletzte ihn tief, so dass er weitere Vorlesungen absagte. Zuletzt lehrte er seine Einführung in die evangelische Theologie, die sein Denken verständlich zusammenfasst.
Im Frühjahr 1962 reiste Barth durch die USA, zuerst zu seinem Sohn Markus, der Professor in Chicago war. Grosse US-Medien brachten Leitartikel über ihn, verglichen seine Bedeutung für die Kirche mit der von Winston Churchill für die Politik und befragten ihn zu seiner Kritik am Antikommunismus. Barth stellte klar, dass er den Realsozialismus nicht der westlichen Freiheit vorziehe, aber diese am besten für Kritik an eigenen Systemmängeln zu nutzen sei, etwa am Elend der Afroamerikaner vor Ort. Bei Podiumsdiskussionen vor rund 2000 Zuhörern an der University of Chicago plädierte er für eine US-amerikanische Theologie der Befreiung zur Humanität, weg vom «Unterlegenheitskomplex» gegenüber Europa und «Überlegenheitskomplex» gegenüber Afrika und Asien. Er traf den Prediger Billy Graham und kritisierte dessen Evangelisationen: Graham erschrecke und bedrohe die Hörer, predige Angst statt Freude, Gesetz statt Evangelium. Am Princeton Theological Seminary hörte Barth eine Predigt von Martin Luther King. In Washington, D.C. traf er Vertraute von US-Präsident John F. Kennedy. In New York City traf er schwarze Bürgerrechtler, besuchte ein Gefängnis und kritisierte: Mit einem Bruchteil der Kosten eines Mondflugs könne man das ganze Justizsystem der USA humanisieren. Die engen Käfigszellen und anderes widersprächen der Botschaft der Freiheitsstatue. Insgesamt war Barth begeistert von der Reise und der Offenheit seiner Gesprächspartner.
Barth verfolgte aufmerksam Veränderungen in der römisch-katholischen Kirche und lobte Papst Johannes XXIII. für seine Reformansätze. 1963 lud Kardinal Augustin Bea Barth als Beobachter zum Zweiten Vatikanischen Konzil ein. Er sagte wegen Krankheit ab, informierte sich aber ständig über den Konzilsverlauf. 1966 bat er Bea um ein Gespräch dazu und bereitete einen Fragenkatalog vor. Im September reiste er für eine Woche nach Rom und sprach dort unter anderen mit Bea, Karl Rahner, Joseph Ratzinger und Papst Paul VI. Ihn fragte er nach dem Sinn der Konzilsformel fratres sejuncti («getrennte Brüder») für nichtkatholische Christen. Danach würdigte er, dass dieser Papst sich in Konzilstexten nur als «Bischof, Diener der Diener Gottes» bezeichnete und gegen den Vietnamkrieg eintrat. Er vermisste analoges Reformstreben in der eigenen Kirche, die einstweilen vor der eigenen Tür kehren solle. Der Papst sei nicht der Antichrist. In seinem Bericht Ad Limina Apostolorum (1967) kritisierte er, dass die Konzilserklärung Nostra aetate das Judentum als «Religion unter Religionen» einordnet und kein kirchliches Schuldbekenntnis gegenüber den Juden und den Muslimen für die Kreuzzüge enthält. 1968 schrieb er an den Papst, der Rückgriff auf das Naturrecht in der Enzyklika Humanae vitae sei nicht mit der Offenbarungskonstitution des Konzils vereinbar.

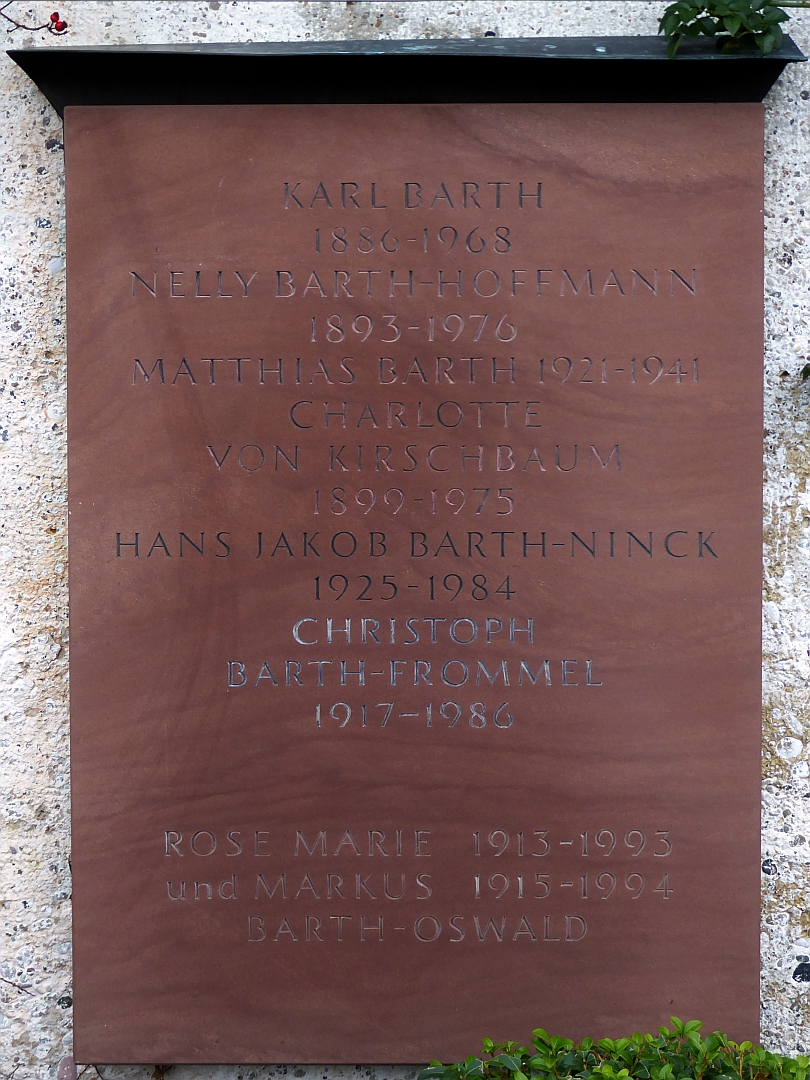
Familiengrab im Friedhof am Hörnli

Mit einem offenen Brief fragte Barth 1966, ob die evangelikale «Bekenntnisbewegung Kein anderes Evangelium» auch gegen die Aufrüstung der Bundeswehr mit Atomwaffen, den Vietnamkrieg der USA, antisemitische Grabschändungen in Westdeutschland sowie für einen Friedensschluss mit den osteuropäischen Staaten und die Anerkennung der seit 1945 bestehenden Grenzen öffentliche Grosskundgebungen veranstalten würde. Nur dann sei ihr «richtiges» Bekenntnis auch «recht» und fruchtbar, sonst sei es tot, billig und heuchlerisch. Damit solidarisierte er sich mit der westdeutschen Studentenbewegung und machte erneut klar, dass das christliche Bekenntnis von sich aus bestimmte aktuelle politische Parteinahmen notwendig einschliesst.
Im Januar 1966 zog Charlotte von Kirschbaum in die Klinik Sonnenhalde in Riehen, nachdem sich bei ihr schon 1962 erste Symptome einer zerebralen Krankheit gezeigt hatten.
Von Mai 1967 bis zu seinem Tod pflegte Barth eine Brieffreundschaft mit dem Dramatiker Carl Zuckmayer. Mehrere Operationen und längere Krankenhausaufenthalte unterbrachen Barths Weiterarbeit an der KD, so dass sein Hauptwerk unvollendet blieb. Von 1966 bis 1968 konnte er nochmals Seminare an der Basler Theologischen Fakultät abhalten. Seine letzte theologische Äusserung galt Israel. Im November 1968 sagte er in einem seiner letzten Interviews:

„Das letzte Wort, das ich als Theologe und auch als Politiker zu sagen habe, ist nicht ein Begriff wie ‚Gnade‘, sondern ist ein Name: Jesus Christus. Er ist die Gnade, und er ist das Letzte, jenseits von Welt und Kirche und auch von Theologie. Wir können ihn nicht einfach ‚einfangen‘. Aber wir haben es mit ihm zu tun. Um was ich mich in meinem langen Leben bemüht habe, war in zunehmendem Maße, diesen Namen hervorzuheben und zu sagen: dort … Dort ist auch der Antrieb zur Arbeit, zum Kampf, auch der Antrieb zur Gemeinschaft, zum Mitmenschen. Dort ist alles, was ich in meinem Leben in Schwachheit und Torheit probiert habe. Aber dort ist’s …“

Barth, seine Familie sowie Charlotte von Kirschbaum sind auf dem Basler Friedhof am Hörnli begraben.

## Werk
Zu Barths Werk siehe die

## Rezeption

### Ehrungen
Barth erhielt zeitlebens elf Ehrendoktorate:
- 1922–1939, 1946ff. Universität Münster
- 1930 Universität Glasgow
- 1936 Universität Utrecht
- 1937 Universität Aberdeen
- 1938 Universität Oxford
- 1954 Universität Budapest
- 1956 Universität Edinburgh
- 1959 Universität Genf
- 1959 Universität Straßburg
- 1962 Universität Chicago
- 1963 Universität Paris

Weitere Ehrungen:
- 1950: Mitglied der American Academy of Arts and Sciences
- 1952: King’s Medal for Service in the Cause of Freedom (UK)[85]
- 1963: Sonning-Preis der Universität Kopenhagen
- 1966: Ehrensenator der Universität Bonn
- 1968: Deutsche Akademie für Sprache und Dichtung: Sigmund-Freud-Preis für wissenschaftliche Prosa
- 1968: Ernennung zum Mitglied der Académie des Sciences Morales et Politiques
- 1976: Zum 90. Geburtstag wurde in Göttingen eine Gedenktafel an Barths Wohnhaus der Jahre 1921–1925 am Nikolausberger Weg 66 angebracht.[86]

### Pflege des Werks
1971 wurde in Basel die Karl Barth-Stiftung gegründet. Ihr Ziel ist die Herausgabe von Barths gedrucktem und unveröffentlichtem Nachlass. Eine Gesamtausgabe von 75 Bänden ohne die KD ist geplant, die mehrere Jahrzehnte dauern wird. Der jetzige Leiter des Karl-Barth-Archivs ist Peter Zocher. Seit 2022 erscheint die Gesamtausgabe auch digital. Nach und nach werden auch die früheren Bände publiziert. Die Union Evangelischer Kirchen (UEK) vergibt seit 1986 alle zwei Jahre den Karl-Barth-Preis für ein herausragendes theologisch-wissenschaftliches Werk. 2015 gründeten die Universität Basel und die Karl Barth-Stiftung das Karl-Barth-Zentrum für reformierte Theologie. Ziel ist, «das Werk Karl Barths und seinen Ansatz protestantisch-reformierter Theologie in Lehre und Forschung präsent zu halten und daraus Anregungen für Theologie, Kirche und Gesellschaft zu gewinnen.» Das Zentrum veranstaltet zu verschiedenen Anlässen Vorträge und andere Aktivitäten. Für 2019 plant die EKD ein Karl-Barth-Jahr.

### Bedeutung
Barth gilt als der einflussreichste evangelische Theologe des 20. Jahrhunderts. Er war der Begründer der Dialektischen Theologie, Lehrer der Bekennenden Kirche, Anstifter zum evangelischen Widerstand gegen den Nationalsozialismus, der Versöhner der Völker im Kalten Krieg, der die «Kirche zwischen Ost und West» positionieren und zu einem entschlossenen blockübergreifenden Widerstand gegen die Aufrüstung ermutigen wollte, der zur Entmilitarisierung und damit zugleich zur Demokratisierung ganz Europas beitragen sollte.
Seine KD ist «ein riesiges, mit keiner Leistung in der neueren evangelischen Theologiegeschichte vergleichbares Werk» (Ernst Wolf). Für Emil Brunner hat Barth „der Theologie, die im Begriffe war, sich in Religionsgeschichte und -psychologie zu verlieren, ihr Thema wieder zurückgegeben … Diesen Durchbruch vermochte niemand anders als dieser mächtige, vehemente und geniale Geist zu vollbringen.“
Der Barth-Experte Michael Beintker registriert eine neue Offenheit für Barths Theologie im 21. Jahrhundert und weist darauf hin, dass Barth auch namhafte zeitgenössische Dichter und Schriftsteller angeregt hat oder sein Denken mit ihrem konvergiert. Der Theologe Michael Trowitzsch hat diese literarische Rezeption Barths eingehend untersucht (Karl Barth heute. 2007).

## Werke in Auswahl
Wichtige (hier referierte) Einzeltexte
- Moderne Theologie und Reichsgottesarbeit. 1909
- Der christliche Glaube und die Geschichte. 1910
- Jesus Christus und die soziale Bewegung. 1911
- mit Eduard Thurneysen: Suchet mich, so werdet ihr leben. (Predigten) 1917
- Die neue Welt in der Bibel. 1917
- Der Römerbrief. 1. Auflage 1919, 2., völlig überarbeitete Auflage 1922
- Der Christ in der Gesellschaft. 1919
- Das Wort Gottes als Aufgabe der Theologie. 1922
- Die christliche Dogmatik im Entwurf, Band 1: Die Lehre vom Worte Gottes, Prolegomena. 1927
- Quousque tandem? 1930
- Fides quaerens intellectum. Anselms Beweis der Existenz Gottes im Zusammenhang seines theologischen Programms. 1931; 2. Auflage: Zollikon 1958.
- Geschichte der protestantischen Theologie. 1932
- Kirchliche Dogmatik Bd. I/1-IV/4; 1932 ff.
- Das 1. Gebot als theologisches Axiom. März 1933
- Theologische Existenz heute. Juni 1933
- Nein! Antwort an Emil Brunner. 1934
- Evangelium und Gesetz. 1935
- Rechtfertigung und Recht. Juni 1938
- Brief an Josef Hromadka. September 1938
- Des Christen Wehr und Waffen. Januar 1940
- Unsere Kirche und die Schweiz in der heutigen Zeit. Februar 1941
- Weihnachtsbotschaft an die Christen in Deutschland. Dezember 1941
- Die Deutschen und wir. Januar 1945
- Die geistigen Voraussetzungen für den Neuaufbau in der Nachkriegszeit. Mai 1945
- Zur Genesung des deutschen Wesens – Ein Freundeswort von draussen. 1945
- Wort an die Deutschen. November 1945
- Eine Schweizer Stimme. Politische Aufsätze und Briefe 1938–1945. 1945
- Christengemeinde und Bürgergemeinde. 1946
- mit Hans Joachim Iwand: Darmstädter Wort. 1947
- Die Unordnung der Menschen und Gottes Heilsplan. 1948
- Rede zum Volkstrauertag. 1954
- Brief an Mozart. 1956
- Die Menschlichkeit Gottes. 1956
- Es geht ums Leben! Karfreitag. 1957
- Brief an einen Pfarrer in der Deutschen Demokratischen Republik. 1958
- Den Gefangenen Befreiung! Predigten. 1959
- Der Götze wackelt. Zeitkritische Aufsätze, Reden und Briefe von 1930 bis 1960. 1961
- Einführung in die evangelische Theologie. 1962
- Ad Limina Apostolorum. 1967
- Fiat Iustitia! 1968